# Aer Lingus
Az Aer Lingus Írország nemzeti és második legnagyobb légitársasága, a Ryanair után. Az ír kormány által alapított légitársaságot 2006 és 2015 között privatizálták, és jelenleg az International Airlines Group (IAG) majdnem százszázalékos tulajdonú leányvállalata. A légitársaság székhelye a dublini repülőtér területén, a Dublin megyei Cloghranban található.

## Története

### Korai évek
A légitársaságot 1936. április 15-én alapították, 100 000 fontnyi tőkével. Az első elnöke Seán Ó hUadhaigh volt.  Az Aer Lingus nevet Richard F. O’Connor ajánlotta, aki egy Cork megyei felügyelő volt. 

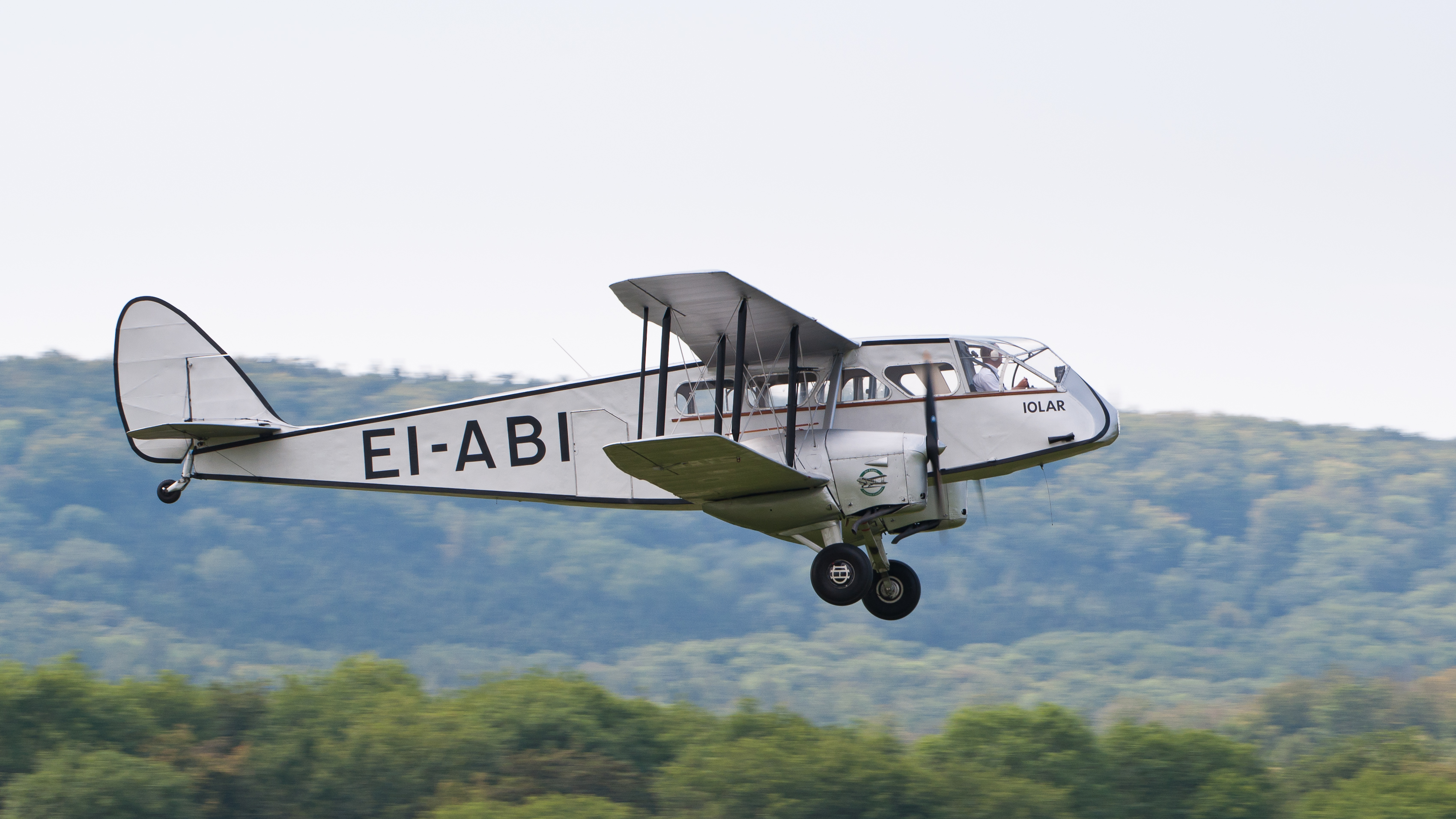
Egy DH.84 Dragon újrafestve ahogy az Aer Lingus eredeti "lolar" repülője volt

1936. május 27-én, öt nappal a légitársaság bejegyzése után, a vállalat elindította első menetrend szerinti járatát a dublini Baldonnel repülőtér és a bristoli Whitchurch repülőtér között. Az útvonalon egy hatüléses de Havilland DH.84 Dragon típusú kétfedelű repülőgépet (bejegyezve EI-ABI) használtak (beceneve "Iolar", magyarul sas).
Még abban az évben, a légitársaság beszerezte a második repülőgépét, egy négymotoros, kétfedelű de Havilland DH.86 Express típusú tizennégy üléses repülőgépet, aminek az "Éire" becenevet adták. Ez a repülőgép szolgáltatta az első légi összeköttetést Dublin és London között, meghosszabbítva a bristoli járatot Croydonig. Ezzel egyidőben, a légitársaság felavatta az új Dublin-Liverpool járatát, a DH.84 Dragon típusú repülőgépükkel.
A légitársaságot az 1936-os Repülési és Közlekedési Törvény értelmében hozták létre, mint az ír nemzeti légitársaság. 1937-ben az ír kormány megalapította az Aer Rianta nevezetű vállalatot (jelenleg Dublini Repülőtéri Hatóság), hogy felelősséget vállaljon az újonnan alapított Aer Lingus pénzügyeiért és az ország teljes polgári légiközlekedési infrastruktúrájáért. 1937 áprilisában az Aer Rianta révén teljes egészében az ír kormány tulajdonába került az Aer Lingus.
A légitársaság első vezérigazgatója Dr. Jeremiah F. Dempsey volt, egy okleveles könyvelő, aki 1936-ban csatlakozott a céghez, mint egy vállalati titkár, miután kirendelték a Kennedy Crowley & Co vállalattól. 1937-ben, 30 évesen kinevezték a légitársaság vezérigazgatójává. Harminc évvel később, 1967-ben vonult nyugdíjba hatvan évesen.

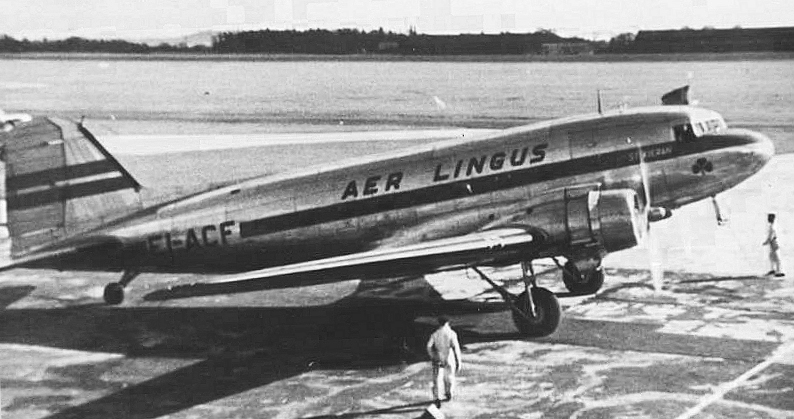
Egy Aer Lingus Douglas DC-3-as a manchesteri repülőtéren 1948-ban, az első háború utáni festéssel.

1938-ban, a légitársaság lecserélte az „Iolar” becenevű repülőgépét egy de Havilland DH.89 Dragon Rapide típusú repülőre és vásárolt egy második DH.86B típusú repülőt. Kettő Lockheed 14 típusú repülőgép érkezett 1939-ben, a légitársaság első teljesen fémből készült repülői.
1940 januárjában egy új repülőtér nyílt Dublin külvárosában, Collinstownban és a légitársaság oda helyezte át az összes tevékenységét. A vállalat egy új DC-3 típusú repülőgépet vásárolt és új járatokat indított Liverpoolba illetve az írországi Shannon városába. A légitársaság szolgáltatásai korlátozva voltak a második világháború alatt, csupán Liverpoolba vagy Manchesterbe indítottak repülőket tekintettel a biztonsági helyzetre.

### Háború utáni növekedés
1945. november 9-én, újraindult a menetrend szerinti közlekedés egy Londonba induló járattal. Ettől a ponttól kezdve az Aer Lingus repülőgépei, kezdetben főként a Douglas DC-3-asok, ezüst-zöld festéssel repültek. A légitársaság ekkor mutatta be az első légiutas kísérőit.
1946-ban, egy új angol-ír egyezmény értelmében az Aer Lingus kizárólagos forgalmi jogokat kapott a brit légtérhez, cserébe a British Overseas Airways Corporation-nak (BOAC) és a British European Airways-nak (BEA) 40%-os részesedéséért. Az Aer Lingus gyors növekedése miatt, a cég beszerzett hét új Vickers Viking típusú repülőgépet 1947-ben, ezek azonban gazdaságtalannak bizonyultak és később eladták őket.

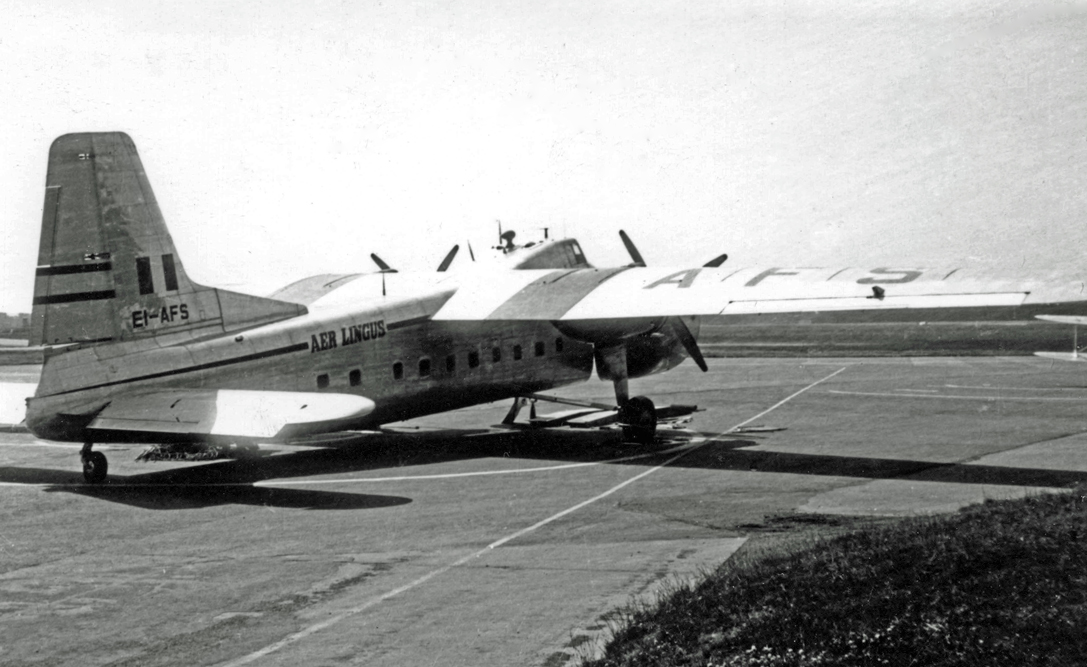
Egy Bristol 170 Freighter típusú repülőgép a manchesteri repülőtéren 1953-ban

1947-ben létrejött az Aerlínte Éireann, amely transzatlanti járatokat üzemeltetett Írországból New Yorkba. A légitársaság 5 új Lockheed L-749 Constellation típusú repülőgépet rendelt, de a kormányváltás és a pénzügyi válság megakadályozta a szolgáltatás elindítását. John A Costello a leendő ír miniszterelnök, nem volt lelkes támogatója a légi közlekedésnek, és úgy gondolta hogy az Atlanti-óceán átrepülése túl nagyszabású terv lenne egy olyan kis ország kis légitársaságának, mint Írország.
Az 1940-es évek végén és az 50-es évek elején, az Aer Lingus új járatokat indított Brüsszelbe és Amszterdamba Manchesteren keresztül, illetve közvetlenül Rómába. A bővülő útvonalstruktúra miatt a légitársaság lett az egyik első vásárlója a Vickers Viscount 700 típusú repülőgépnek 1951-ben, amelyeket 1954 áprilisában állítottak szolgálatba. 1952-ben a légitársaság kiterjesztette a teherfuvarozási szolgáltatásait, és beszerzett egy kisebb flottányi Bristol 170 Freighter típusú repülőgépet, amik 1957-ig maradtak szolgálatban.

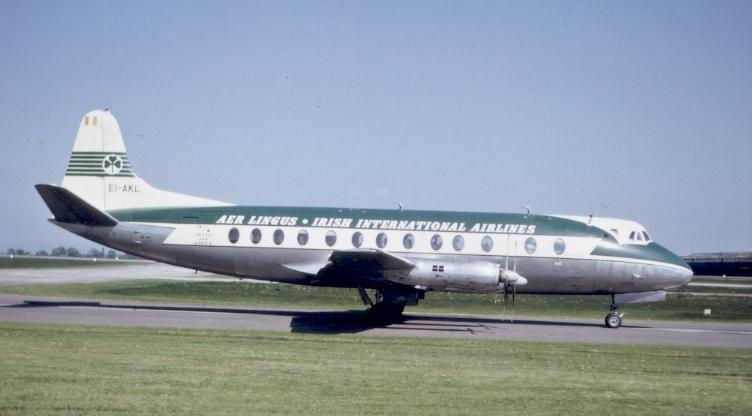
Egy Vickers Viscount 808-as a 'zöld tetejű' festéssel a manchesteri repülőtéren 1963-ban

1954-ben, a 38 éves Professzor Patrick Lynch-et kinevezték az Aer Lingus és az Aer Rianta elnökévé, és 1975-ig töltötte be ezt a tisztséget. 1956-ban az Aer Lingus egy új zöld felsőrészű festést vezetett be, az ablakoknál fehér fényű festéssel és a vezérsíkon az ír zászlóval.

### Első transzatlanti járat
1958. április 28-án az Aerlínte Éireann elindította első transzatlanti járatát Shannonból New Yorkba. Három Lockheed L-1049 Super Constellation típusú repülőgépet használtak heti kétszer, ír személyzettel. A repülőgépeket az amerikai Seaboard World Airlines légitársaságtól kölcsönözték. 1960. január 1-én az Aerlínte Éireann-t átnevezték Aer Lingusra.
Az Aer Lingus hét Fokker F27 Friendship típusú repülőgépet vásárolt, amelyeket 1958 novembere és 1959 májusa között szállítottak le. Ezeket az Egyesült Királyságba induló rövidtávú járatokon használták, fokozatosan felváltva a Dakotákat, amíg 1966-ban az Aer Lingus le nem cserélte őket használt Viscount 800 típusú repülőgépekre.

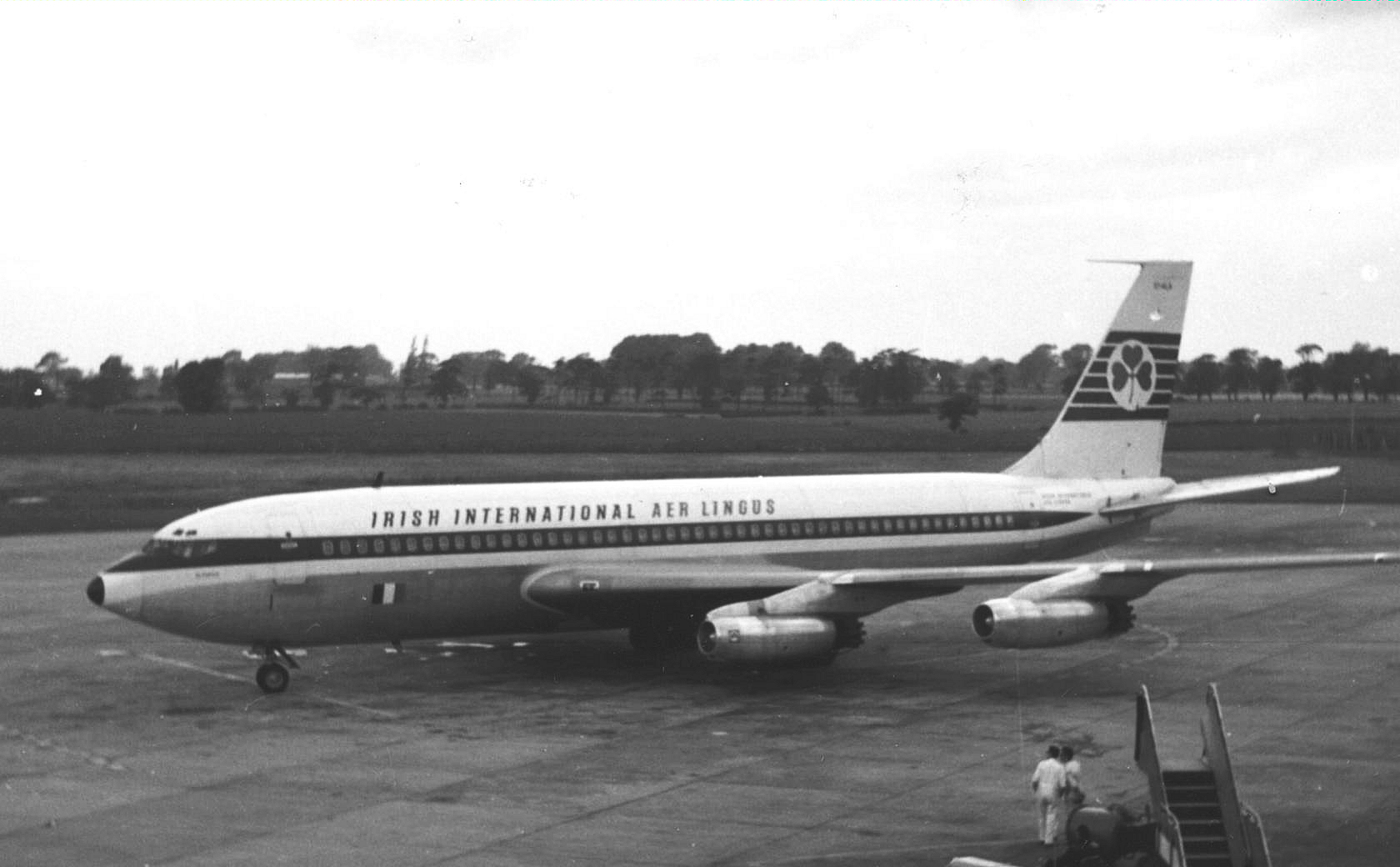
Egy Boeing 720-as az Aer Lingus-Irish International festéssel 1965-ben

A légitársaság 1960. december 14-én lépett be a sugárhajtású repülőgépek korába, amikor három Boeing 720 típusú repülőgépet kapott a New York-i útvonalra és az Aer Lingus új Bostonba indított útvonalára.
1963-ban, az Aer Lingus kiegészítette a flottáját Aviation Traders Carvair típusú repülőgépekkel. Ezek a repülőgépek öt autót tudtak szállítani, amelyeket a repülőgép orrán keresztül rakodtak be. A Carvair gazdaságtalannak bizonyult a légitársaság számára, az autós kompjáratok elterjedése miatt, így a repülőgépeket áruszállításra használták, amíg le nem cserélték őket.
A Boeing 720 típusú repülőgépek sikeresnek bizonyultak a légitársaság számára a transzatlanti útvonalakon. Ezek kiegészítésére az Aer Lingus 1964-ben vette át az első nagyobb Boeing 707 típusú repülőgépét, és ez a típus egészen 1986-ig szolgálta a légitársaságot.

### Sugárhajtású repülőgépek

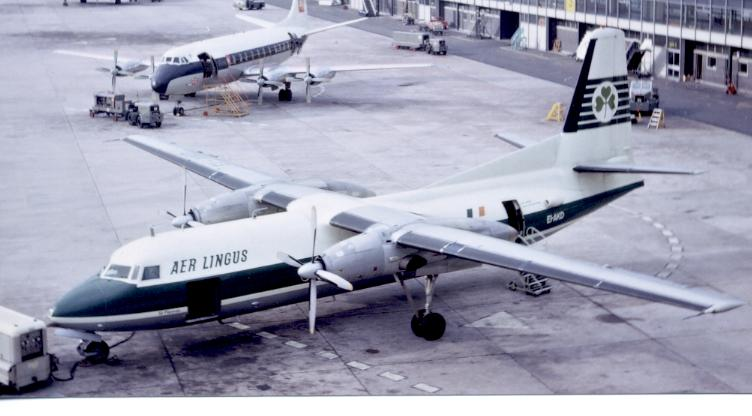
Egy Fokker F27 Friendship típusú repülőgép a manchesteri repülőtéren 1965-ben. Az F27-est 1958 és 1966 között rövid távú útvonalakon használták

Az európai flotta átalakítása sugárhajtású repülőgépekre 1965-ben kezdődött, amikor a BAC One-Eleven típusú repülőgép megkezdte járatait Dublinból és Corkból Párizsba, és Manchesteren keresztül Amszterdamba, Koppenhágába, Düsseldorfba és Frankfurtba. A légitársaság ugyanebben az évben hozott létre egy új dizájnt a repülőgépei számára, a repülőgépek vezérsíkjain egy nagy zöld lóherével, és a Aer Lingus-Irish International felirattal az ablakok felett. 1966-ban az Aer Rianta tulajdonában lévő fennmaradó részvényeket az ír pénzügyminiszterre ruházták át.
Szintúgy 1966-ban, a légitársaság új járatot indított Shannonból Montreálba és tovább Chicagóba. 1968-ban új járatot indítottak az észak-írországi Belfastból New Yorkba, azonban a járatot hamar felfüggesztették az észak-írországi konfliktusok miatt. Az Aer Lingus 1969-ben vezette be a flottájába a Boeing 737-eseket, hogy megbirkózzon a Dublin és London közötti járatok iránti nagy kereslettel. Később az Aer Lingus kiterjesztette a 737-es járatokat az egész európai hálózatára.
1967-ben, 30 évnyi szolgálat után Dr. J.F. Dempsey vezérigazgató aláírta a szerződést a légitársaság első két Boeing 747-es repülőgépére, mielőtt még abban az évben nyugdíjba vonult.

### Az 1970-es évektől napjainkig

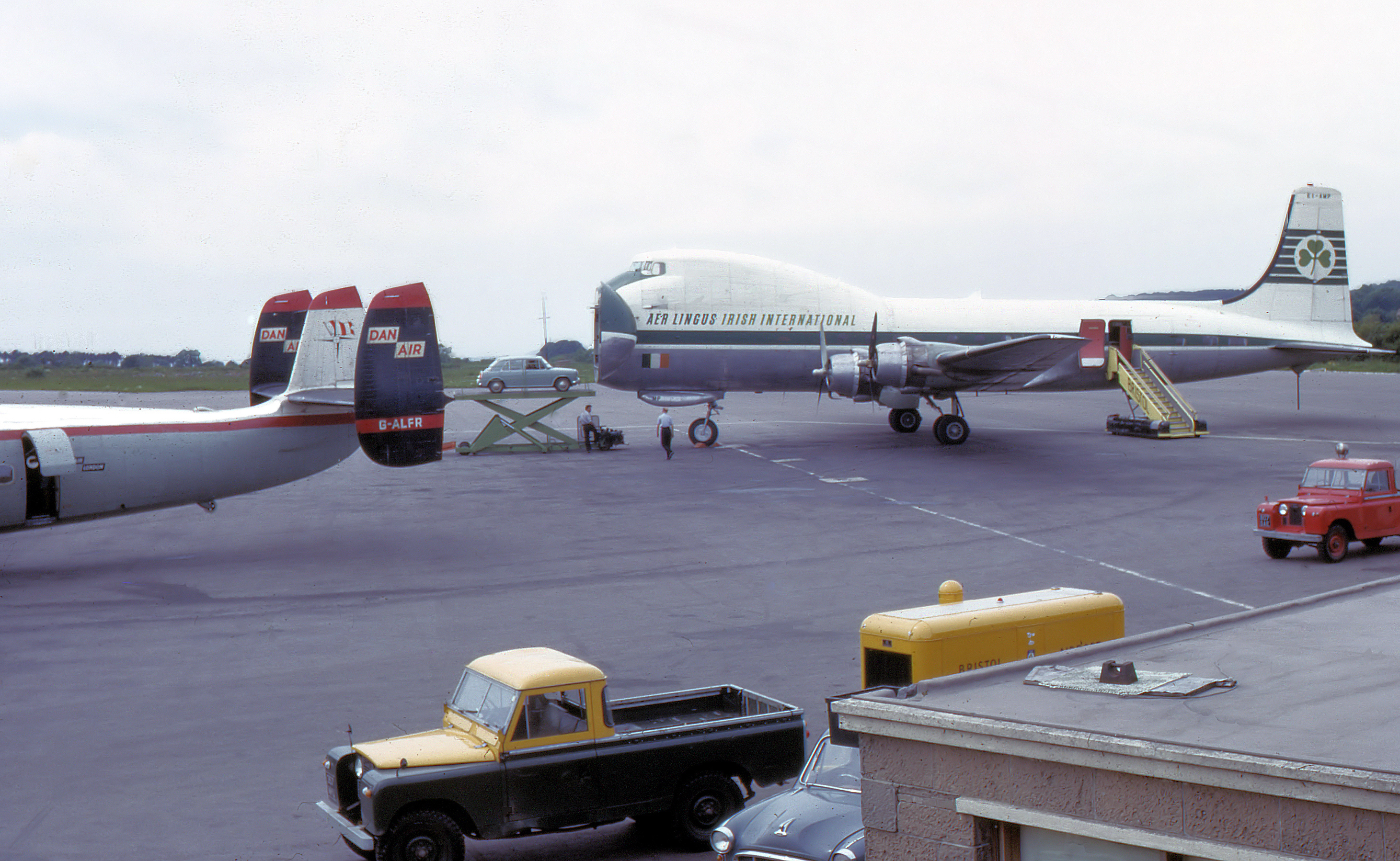
Egy Aviation Traders Carvair amelyet járműveket szállító teherszállító repülőgépként használtak, ahogy a képen is látható a bristoli repülőtéren 1964-ben

1971. március 6-án az Aer Lingus átvette a két Boeing 747-es repülőgépre vonatkozó rendeléséből az elsőt, amelyet a transzatlanti útvonalakon használtak. A vállalat később vásárolt egy harmadikat is a flottájához, de hamarosan kölcsönbe adta, mivel kezdetben nem volt nyereséges a légitársaság számára a 747-esek reptetése az Atlanti-óceán felett. 1974-ben az Aer Lingus egy új dizájnt leplezett le, amely eltüntette az International és/vagy az Irish szót a géptörzs oldaláról. A festés két kék és egy zöld színt, valamint egy a vezérsíkon lévő fehér lóherét tartalmazott.
1977-ben, az Aer Lingus felvette az első női pilótáját, Gráinne Cronint – a légitársaság volt a második Európában (a SAS után), amely női pilótákat alkalmazott.
1979 szeptemberében az Aer Lingus lett az első európai légitársaság az Alitalián kívül, amelyet II. János Pál pápa vett igénybe utazásához, amikor egy speciálisan átalakított Boeing-747-es (EI-ASI vagy St. Patrick) fedélzetén utazott Rómából Dublinba, és később Shannonból Bostonba. Az 1980-as évek elején, a 707-eseket kivonták a forgalomból.

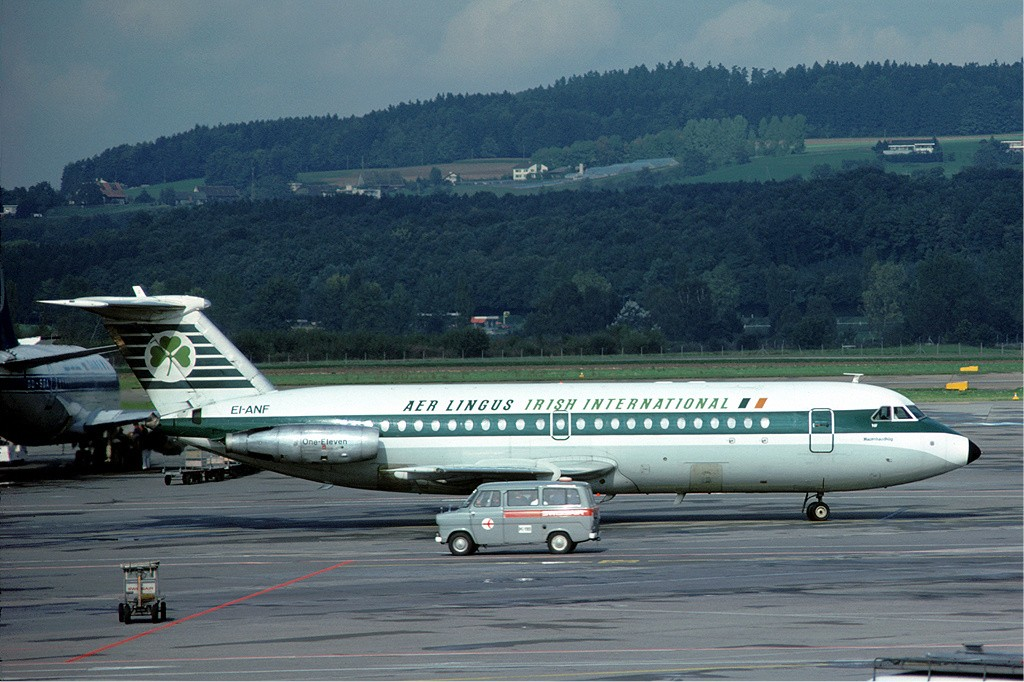
Egy BAC One-Eleven a régi festéssel a svájci Zürich repülőterén, 1975-ben

1984-ben, a légitársaság megalapította az Aer Lingus Commuter nevű teljes tulajdonú leányvállalatát, hogy az Aer Lingus Írország és Nagy-Britannia városaiba is tudjon repülni, amelyek repülési ideje Dublinból nem igényel sugárhajtású repülőgépeket. Ezek az útvonalak öt Belfastban épített Short 360 típusú repülőgépet alkalmaztak, miután a Short 330 típusú repülőgéppel kísérletet végeztek. Ez idő tájt az Aer Lingus többségi részesedést vásárolt az Aer Turas teherszállító légitársaságban, amely néhány DC-8 típusú teherszállító repülőgép tulajdonosa volt.
1987 és 1989 között, új Boeing 737-esek érkeztek a régebbiek helyére, és a Commuter flotta hat Fokker 50 típusú repülőgéppel bővült. 1990-ben, az írországi légiközlekedési ágazat deregulációjáról szóló törvény elfogadását követően az Aer Lingus felülvizsgálta a működési politikáját. A légitársaság a BAC One-Eleven típusú repülőgépeket nyugdíjazta, és öt új 737-esre cserélte őket. 1991-ben négy Saab 340B típusú repülőgép érkezett a Commuter flottába, a Short 360 típusú repülőgépek leváltására. 1992-re az Aer Lingus a teljes eredeti 737-200-as flottáját lecserélte, és ezzel a világon az első olyan légitársaság lett, amely a második generációs 737-es mindhárom változatát üzemeltette. Ezek voltak a -300-as, -400-as és -500-as sorozat, bár a -300-as nem sokáig maradt az Aer Lingus flottájában.

#### Airbus repülők

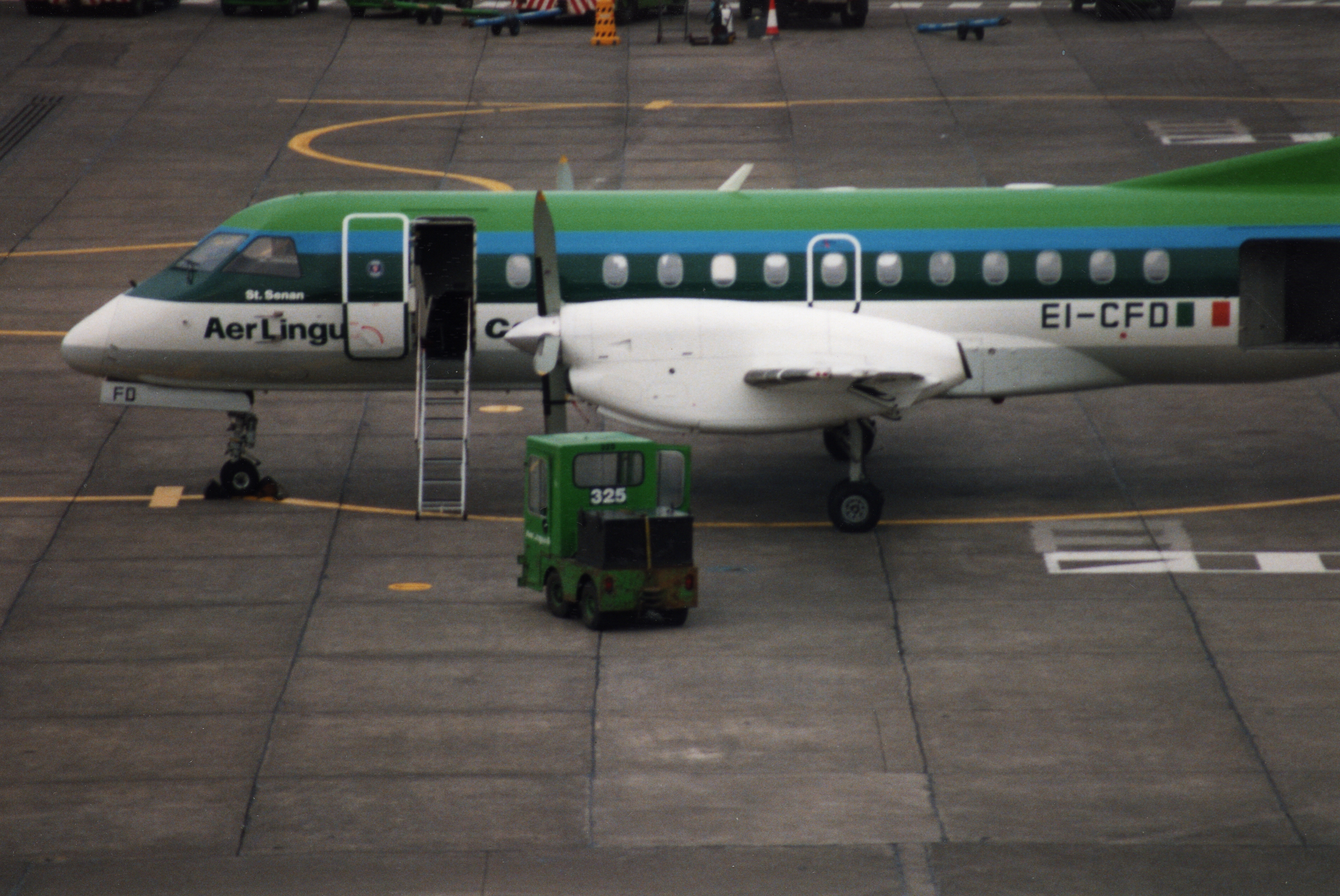
Egy Aer Lingus Commuter Saab 340-es a Dublini Repülőtéren 1993-ban

1994-ben, az Aer Lingus közvetlen járatokat indított Dublin és az Egyesült Államok között Airbus A330-as repülőgépet használva, és ugyanezen év májusában az Aer Lingus üzemeltette az első A330-300-as ETOPS járatot az Atlanti-óceán északi része felett. Ez a Boeing 747-es és a rövid ideig üzemeltetett Boeing 767-300ER fokozatos kivonásához vezetett. 1995. október 2-án, a Boeing 747-es repülőgép az utolsó útját tette meg 25 évnyi szolgálat után. Addigra már több mint nyolcmillióan utaztak át az Atlanti-óceánon az Aer Lingus Boeing 747-esével. Az 1990-es évek végén az Aer Lingus visszatért Belfastba, és Shannonon keresztül New Yorkba üzemeltetett járatot. Emiatt a Newark Liberty nemzetközi repülőtér is célállomásként szerepelt, de a légitársaság 2001-ben megszüntette ezt a járatot.
Az első rövidtávú Airbus repülőgép 1998-ban érkezett meg az A321-es formájában, amit kezdetben a Dublin-Heathrow útvonal üzemeltetésére használtak. Hatot 1998-ban és 1999-ben szállítottak le és ezek közül három még ma is szolgálatban van. Az első A320-as repülőgépet 2000-ben szállították le, és 2001-ig további hárommal bővült a flotta.

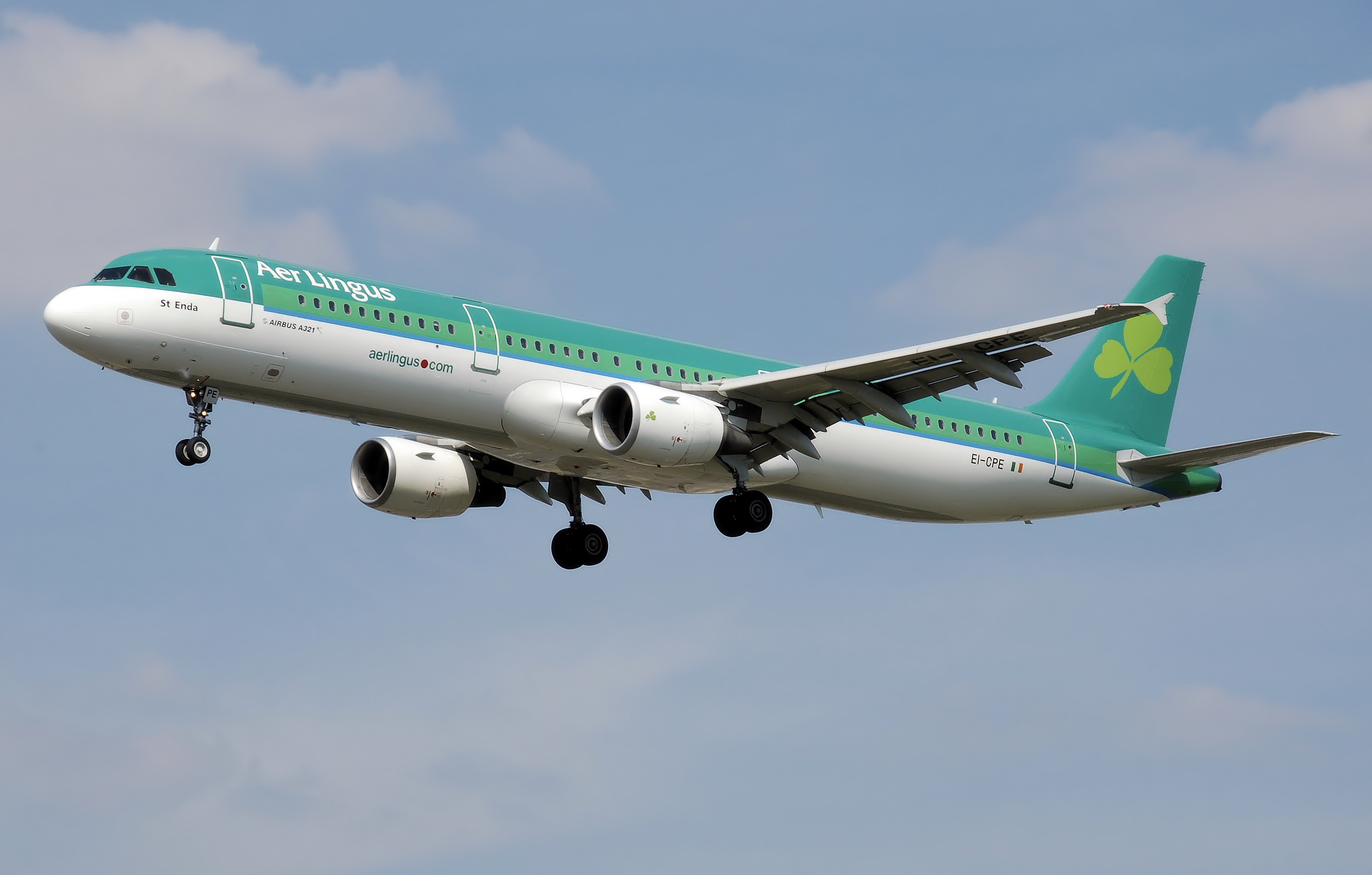
Egy Airbus A321-es landol a londoni Heathrow Repülőtéren 2007-ben

Az Aer Lingus Commuter 2001. február 1-én visszaolvadt az anyavállalatba. A szeptember 11-i támadások súlyosan érintették a vállalatot. Válaszul a légitársaság csökkentette a személyzet létszámát, az úti céljait, illetve flottáját. Ennek eredményeképpen a légitársaság átvészelte a vihart, és újra nyereséges lett, főleg a légitársaság költségalapjának csökkentése, a flotta modern Airbus gépekkel történő korszerűsítése és a kontinentális európai célállomásokra irányuló új útvonalak fejlesztése révén. Az Aer Lingus korábban nagyrészt elhanyagolta a kontinentális európai útvonalakat, a brit és az amerikai célállomások javára. Az olcsó európai légitársaságok konkurenciájaként pozícionálta magát, miközben interkontinentális járatokat kínált, rövid távú járatokon fokozatosan megszüntette a business osztályt, de néhány útvonalon megtartotta az áruszolgáltatásait.
Az A320-as repülőgépekre vonatkozó nagy megrendelés alapján a repülőgépeket 2004-ben kezdték el kiszállítani és 2011-ig tartottak. E repülőgépek kiszállítása lehetővé tette a Boeing 737-esek kivonását a forgalomból. 2005. október 29-én az Aer Lingus kivonta utolsó két 737-es repülőgépét a forgalomból, ami az Aer Lingusnál a Boeing repülőgépek korszakának végét, és a teljes Airbus flotta kezdetét jelentette.
2005. október 27-én az Aer Lingus bejelentette első menetrend szerinti járatát Ázsiába, ami 2006 márciusától Dublin és az Egyesült Arab Emírségekben található Dubaji nemzetközi repülőtér között üzemelt, ahol Dermot Mannion vezérigazgató az Emirates légitársaságnál dolgozott. Annak ellenére, hogy az Aer Lingus sajtóközleménye szerint ez volt  az első hosszú távú járat az Egyesült Államokon kívülre, a légitársaság valójában már üzemeltetett egy járatot Montreálba 1966 és 1979 között. Az 5926 kilométeres főköri távolság a chicagói járatéhoz hasonló. Mannion ugyanakkor az A330-as flotta leváltására szolgáló új hosszú távú repülőgépek finanszírozását összekapcsolta a légitársaság privatizációjával. A dubaji járat 2008 márciusában szűnt meg, mivel a légitársaság igyekezett növelni piaci részesedését az újonnan liberalizált transzatlanti piacon.
2007. június 4-én, az Aer Lingus hat darab új A350-900-as és hat darab A330-300-as megrendelésével erősítette meg kapcsolatát az európai repülőgépgyártóval. Ezeket a hosszútávú szolgáltatásaik bővítésére, valamint három régebbi modell lecserélésére használták. Az A330-as repülőgépek leszállítása 2009 februárjában kezdődött. 2011-ben az Aer Lingus a fennmaradó három A330-300-as rendelését A350-900-asokra cserélte, amelyek átadása legkorábban 2017-ben kezdődhet meg. Az A350-es megrendeléseket 2015-ben az International Airlines Group vette át.

#### Tőzsdei belépés

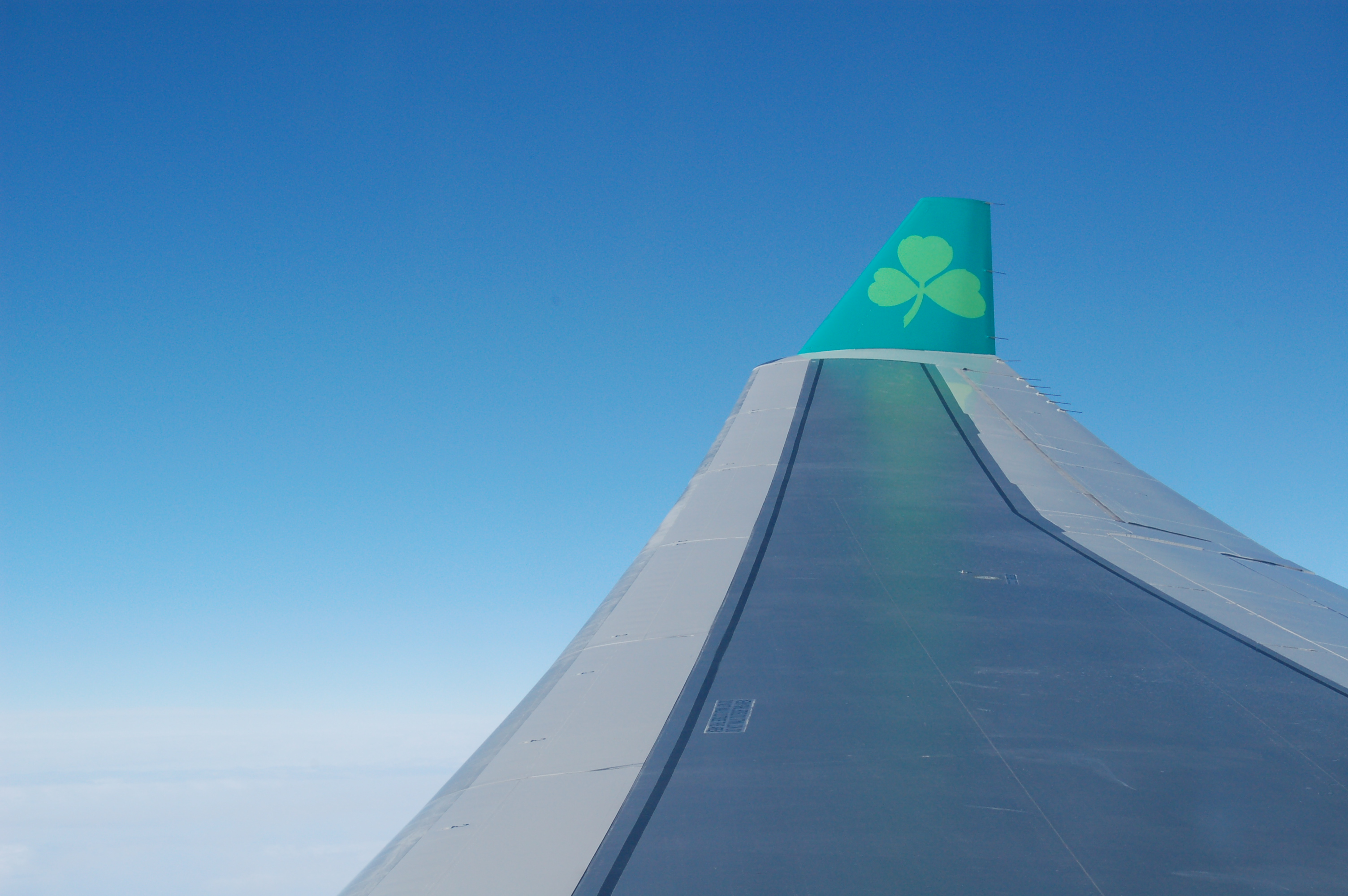
Az Aer Lingus logója egy Airbus A330-as repülőgép szárnyvégére festve

Az Aer Lingus dublini tőzsdére történő kereskedelmi bevezetésének előkészítéseként az ír kormány beleegyezett, hogy 2006 végétől a vállalat fokozatosan megszüntetni a shannoni átszállást.
A vállalat 2006. szeptember 27-én kezdte meg a feltételes (vagy "szürekpiaci") részvénykereskedelmet, és 2006. október 2-án hivatalosan is felvették az Ír Értéktőzsde és a Londoni Értéktőzsde hivatalos listájára. A tőzsdei bevezetés idején az ír kormány 28%-os, míg a munkavállalók 15%-os részesedéssel rendelkeztek. A részvények IPO ajánlati ára 2,20 E volt.
Az Aer Lingus 2007. március 31-én kilépett a Oneworld légiszövetségből, és helyette kétoldalú megállapodásokat kötött olyan légitársaságokkal, mint a British Airways, a Virgin Atlantic, a Delta Air Lines, a KLM és a United Airlines. Az Aer Lingus azzal magyarázta a lépést, hogy a légitársaság egy fapados légitársaságként pozicionálja magát, ami nem illik bele a Oneworld prémium nemzetközi törzsutasoknak szóló elképzeléseibe.
A légitársaság azonban 2007. február 6-án bejelentette, hogy egy új szövetséget kíván kötni a JetBlue légitársasággal. Ez az új szövetség a két légitársaság közötti webkapcsolatként működött volna, lehetővé téve az Aer Lingus ügyfelei számára, hogy az Aer Lingus weboldaláról foglalhassanak a JetBlue által kiszolgált célállomásokra. 2008-ban a légitársaság bejelentette, hogy szövetséget kötött a United Airlines légitársasággal, hogy összekössék a két légitársaság járatait az Egyesült Államokban.
Az Aer Lingus tőzsdei bevezetésével az Aer Lingus útvonalhálózatának bővítését tervezte, de ezt a gazdasági helyzet miatt elhalasztották.

#### Az első Ryanair licit (2006)
2006. október 5-én a Ryanair ajánlatot tett az Aer Lingus megvásárlására. Michael O’Leary, a Ryanair vezérigazgatója szerint a lépés "egyedülálló lehetőség" egy ír légitársaság létrehozására. Az "új" légitársaság évente több mint 50 millió utast szállítana. A Ryanair közölte, hogy 16%-os részesedést vásárolt az Aer Lingusban, és 2,80 eurós/részvény ajánlatot tett a fennmaradó részvényekért, ami felárat jelent a részvények 2,20 eurós árához képest. A cég 1,13 milliárd eurót ért, de a Ryanair ajánlata 1,48 milliárd euróra értékelte. Ugyanezen a napon az Aer Lingus elutasította a Ryanair felvásárlási ajánlatát. 2006. október 5-én a Ryanair megerősítette, hogy 19,2%-ra növelte a részesedését, és kijelentette, hogy nem okoz gondot, ha az ír kormány megtartja a 28,3%-os részesedését. A The Irish Times számolt be arról, hogy a kormány valószínűleg bírósági ítéletet kérne, és a dublini versenyhatóságokhoz fordulna – bár ez az európai szabályozás értelmében automatikus lenne, mivel az egyesített csoport a Dublin-London útvonal utasforgalmának 78%-át ellenőrizné.
2006. november 29-én a Ryanair megerősítette, hogy részesedését 26,2%-ra növelte.
2006. december 21-én a Ryanair bejelentette, hogy visszavonja az Aer Lingusra tett ajánlatát, azzal a szándékkal, hogy az Európai Bizottság vizsgálatának befejezése után hamarosan újabb ajánlatot tesz. Az Európai Bizottság aggódott amiatt, hogy a felvásárlás csökkentené a fogyasztók választási lehetőségeit és növelné a viteldíjakat.
2007. június 27-én az Európai Bizottság bejelentette, hogy versenyjogi okokból megakadályozza az ajánlatot, mondván hogy a két légitársaság a dublini repülőtérre érkező és onnan induló európai járatok több mint 80%-át ellenőrzik.

#### Határon túli terjeszkedés
2007. augusztus 7-én a légitársaság bejelentette, hogy az Ír Köztársaságon kívüli első bázisát az észak-írországi Belfast nemzetközi repülőterén nyitja meg. A belfasti nemzetközi járatok 2007 decemberében indultak. 2008 júliusában a légitársaság három Airbus A320-as repülőgéppel rendelkezett a repülőtéren, amelyek tizenegy európai célpontot szolgáltak ki. Jelentős, hogy ezzel a lépéssel helyreállt a Belfast és a London-Heathrow-i repülőtér közötti kapcsolat, és az Aer Lingus ezen az útvonalon együttműködött codeshare partnerével, a British Airways-szel, hogy csatlakozhasson a BA Heathrow-i hálózatához. Ennek érdekében a légitársaság megszüntette a Shannon-Heathrow járatot, ami politikai vitákat váltott ki Írország nyugati részén, különösen mivel a Shannon-London útvonal még mindig nyereséges volt. A légitársaság azt becsülte, hogy ez a lépés évente egymillió plusz utassal növelné az utasok számát. A Shannon-Heathrow járatot azóta visszaállították.
5A belfasti nemzetközi repülőtéren eltöltött öt év után az Aer Lingus 2012. július 19-én bejelentette, hogy a bázisát a George Best Belfast City repülőtérre költözteti. A légitársaság a Belfast-Heathrow járatokat oda helyezte át, és bejelentette a napi háromszoros Gatwicki járat üzemeltetését is (amely már nem üzemel), 2013. március 31-én pedig járatokat indított Faróba és Málagába is. Az Aer Lingus a 2012-13-as téli szezonra két repülőgépet állomásoztatott a Belfast City repülőtéren, a 2013-as nyári szezonra pedig egy harmadik repülőgép is érkezett.

#### "Nyílt égbolt" kezdeményezés
2007. március 22-én, az Aer Lingus az EU-USA "Nyílt égbolt" kezdeményezésének eredményeként három új hosszútávú járatot jelentett be az Egyesült Államokba. 2007 őszétől az Aer Lingus közvetlen járatokat indított Orlandóba, San Franciscóba és Washington Dulles nemzetközi repülőtérre, amit két új Airbus A330-as repülőgép 2007 májusi érkezése is elősegített. A légitársaság Bostonba (Logan Nemzetközi Repülőtér), Chicagóba (O'Hare Nemzetközi Repülőtér) és New Yorkba (John Fitzgerald Kennedy Repülőtér) is üzemeltet járatokat. Az Aer Lingus 2008 márciusában megszüntette közel-keleti útvonalát Dubajba, és 2008 novemberében megszüntette a Los Angeles-i útvonalát. A washingtoni és a San Franciscó-i járatok 2009. október 24-től megszűntek. A Washingtonból induló járat 2010. március 28-án indult újra, amikor a légitársaság a United Airlines-szal közös vállalkozásban járatot indított Washingtonból a spanyolországi Madridba. A légitársaság 2012. október 30-án megszüntette ezt az útvonalat. A San Franciscóból induló járat 2014. április 2-án újraindult. Új útvonal: Az Aer Lingus részletesen ismertette 2015-ös nyári menetrendjét, amelynek keretében 2015 májusától új, heti négyszeri nyári járatot indít Dublinból Washingtonba. A Dublin-Los Angeles útvonalat 2016. május 4-én újraindították.

#### A globális gazdasági válság hatásai
Miután az Aer Lingus az első félévre 22 millió eurós veszteséget jelentett, 2008 októberében 74 millió eurós költségmegtakarítási tervet jelentett be. Ez a terv 1500 munkahely megszüntetését, a Corki repülőtéren a földi szolgáltatások csökkentését, a dublini repülőtéren pedig a teljes földi személyzet kiszervezését tartalmazta. Ez nagyrészt negatív visszhangot váltott ki, különösen a szakszervezetek részéről. Ezek a korlátozások azóta megszűntek, és újabb korlátozásokat vezettek be, többek között csökkentették a fizetéseket és megváltoztatták a munkakörülményeit a földi személyzetnek. 

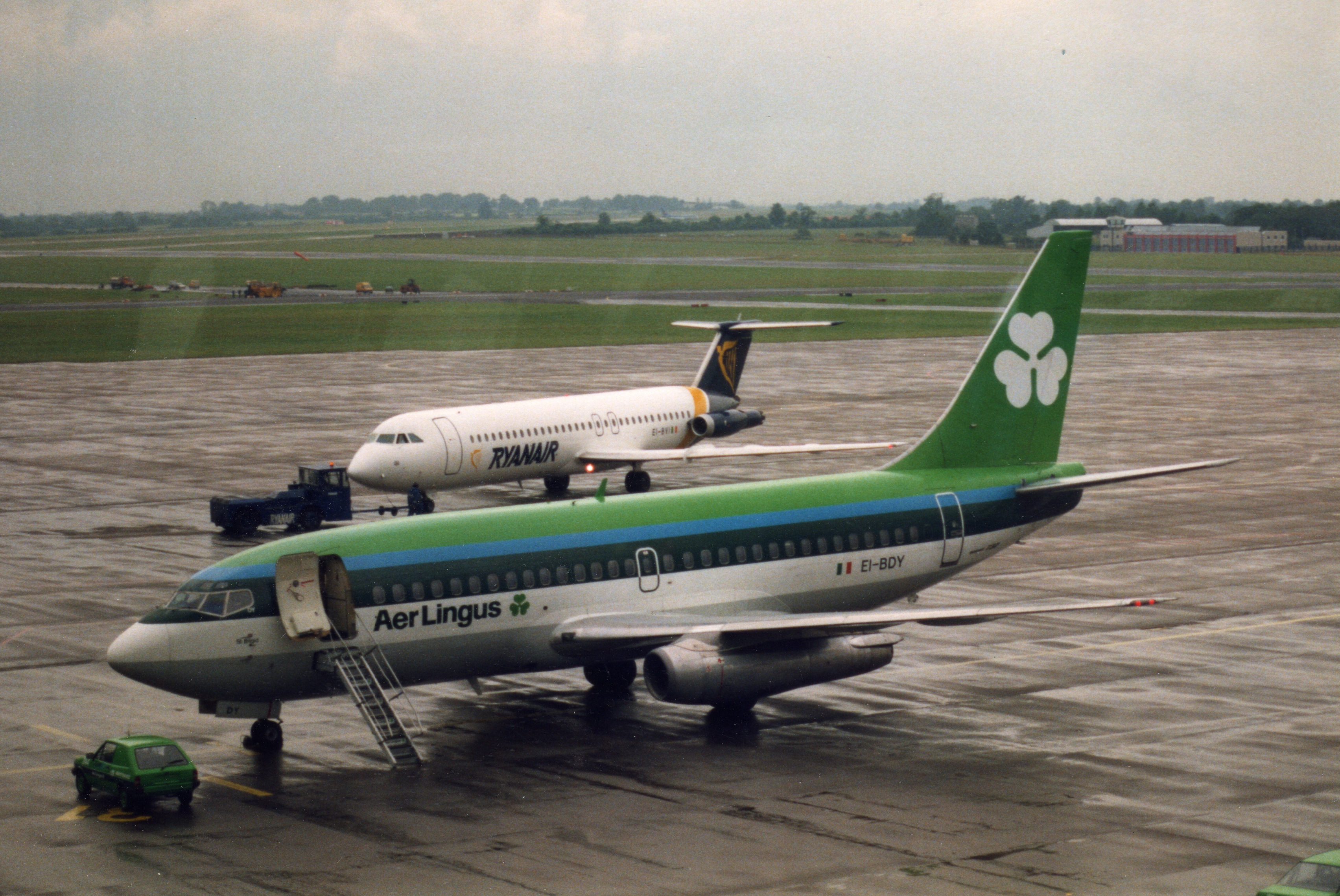
Egy Aer Lingus Boeing B737-200-as és a rivális Ryanair BAC One-Eleven repülőgépe a dublini repülőtéren 1992-ben

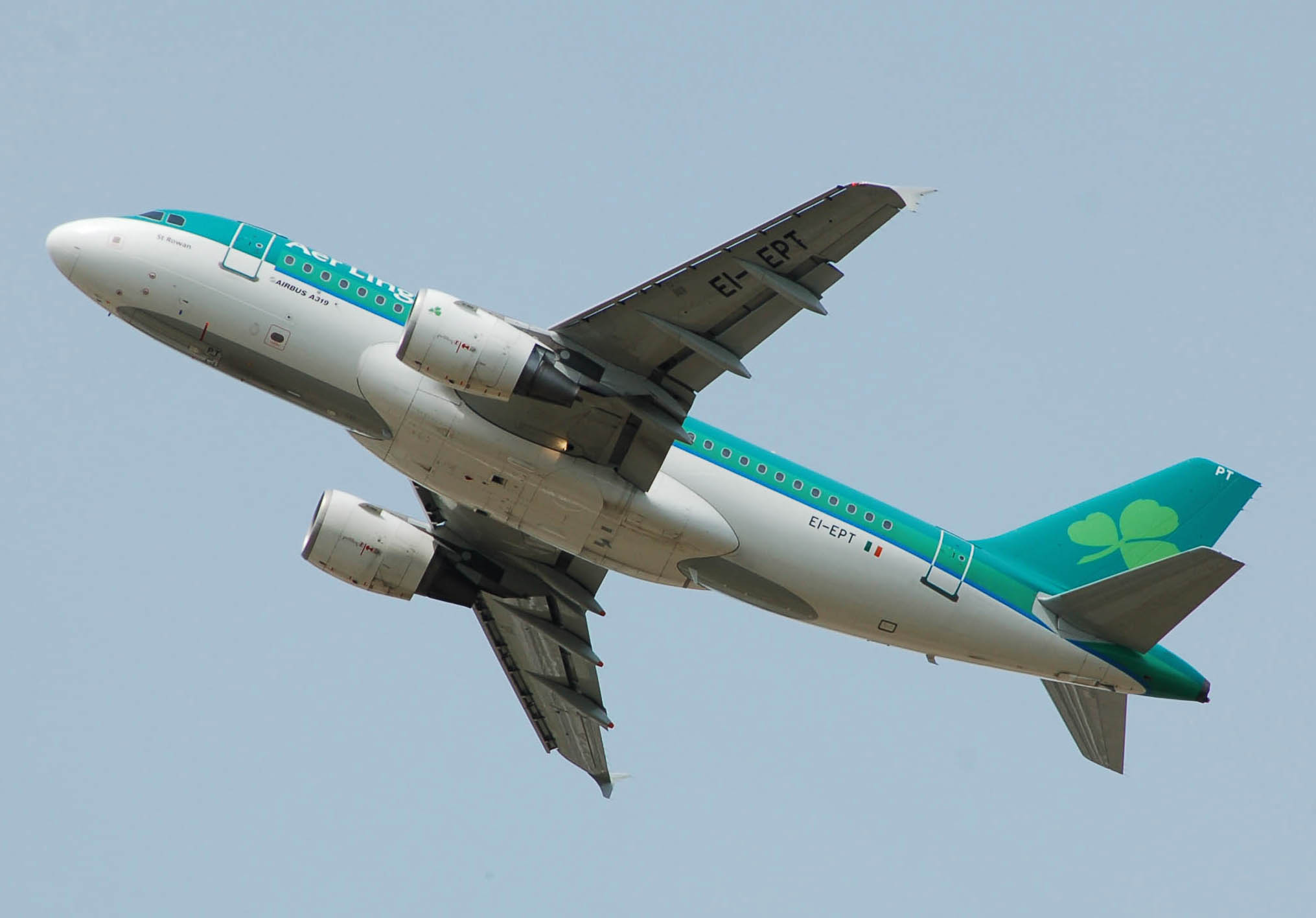
Az Aer Lingus Airbus A319-100-as repülőgépe felszállás közben a London-Heathrow-i repülőtéren 2014-ben

2008 decemberében, az Aer Lingus bejelentette, hogy a Shannon-Heathrow járat 2009. március 29-től újraindul, miután a szakszervezetekkel a személyzeti költségekről és a Shannon Repülőtéri Hatóságokkal a repülőtéri díjakról új megállapodást kötöttek. 2009 júniusának végén azonban a vállalat 93 millió eurós veszteséget könyvelt el és Colm Barrington elnök megerősítette, hogy ez a helyzet nem folytatódhat tovább. 2009 októberében az újonnan kinevezett vezérigazgató, Christoph Müller radikális költségcsökkentési tervet jelentett be, amely a vállalatnál 676 munkahely megszüntetéséhez, valamint a megtartottak bérének és nyugdíjának csökkentéséhez vezetett. A teljes terv az akkori és 2011 közötti időszakra sikerült 97 millió eurós megtakarítást irányzott elő. A hat hetes konzultációs megkezdésekor Müller nem zárta ki a jövőbeni további megszorításokat.

#### A második Ryanair licit (2008/2009)
2008. december 1-jén a Ryanair egy második felvásárlási ajánlatot tett az Aer Lingusra, 748 millió eurós készpénzes ajánlatot téve. Az 1,40 eurós részvényenkénti ajánlat 28%-os prémiumot jelentett az Aer Lingus részvények november 28-ig tartó harminc napban mért átlagos záróárához képest (1,09 euró), de a Ryanair 2006-os ajánlatának a fele. A Ryanair szerint "az Aer Lingus, mint egy kis, önálló, regionális légitársaság háttérbe szorult miközben a legtöbb uniós légitársaság erősödik".  A két légitársaság különállóan működne, és a Ryanair az állította, hogy megduplázza az Aer Lingus rövid távú flottáját 33-ról 66 repülőre, és 1000 új munkahelyet teremt. Az Aer Lingus igazgatótanácsa elutasította az ajánlatot, és azt tanácsolta a részvényeseknek, hogy ne tegyenek semmit. Az ajánlatot a többi részvényes többsége végül elutasította. Ez volt Michael O'Leary második sikertelen kísérlete a nemzeti légitársaság megvásárlására. A Ryanair eleinte nyitva hagyta az ajánlatot az Aer Lingus számára, amíg 2009. január 28-án vissza nem vonta azt. Az ír kormány O'Leary féle ajánlatot "a légitársaság alulértékelésének" minősítette, és kijelentette hogy az Aer Lingus felvásárlása "jelentős negatív hatással" lenne az iparági versenyre és az ír fogyasztókra. A Ryanair többször kijelentette, hogy egy újabb ajánlattétel nem valószínű, de megtartotta a részesedését az Aer Lingusban, ami az Egyesült Királyság versenyszabályozóinak vizsgálatát váltotta ki.
2009 júniusában az Aer Lingus átnevezte a Premier osztályát az új Business osztályra.

#### Gatwick bázis
2008. december 19-én, a légitársaság bejelentette, hogy egy bázist nyit, a londoni Gatwick repülőtéren. 2009 áprilisától kezdve négy repülőgép állomásozott ott, nyolc célállomást szolgálva ki, köztük Dublin, Faro, Knock, Málaga, München, Nizza, Bécs és Zürich. Dermot Mannion vezérigazgató azt is elmondta, hogy a vállalat arra számít, hogy 12 hónapon belül nyolcra növeli a Gatwicken állomásozó repülőgépek számát.
2009. június 6-tól, az Aer Lingus további egy A320-as repülőgépet állomásoztatott Gatwicken, így a légitársaság összesen öt gépet üzemeltetett ott, és Gatwick lett a legnagyobb Írországon kívüli bázisa. Ennek eredményeképpen 2009 októberének végén az Aer Lingus hat új útvonalat indított Bukarestbe, Eindhovenbe, Lanzarotéra, Tenerifére, Vilniusba és Varsóba. A Gatwick-Nizza útvonalat a téli hónapokra felfüggesztették.

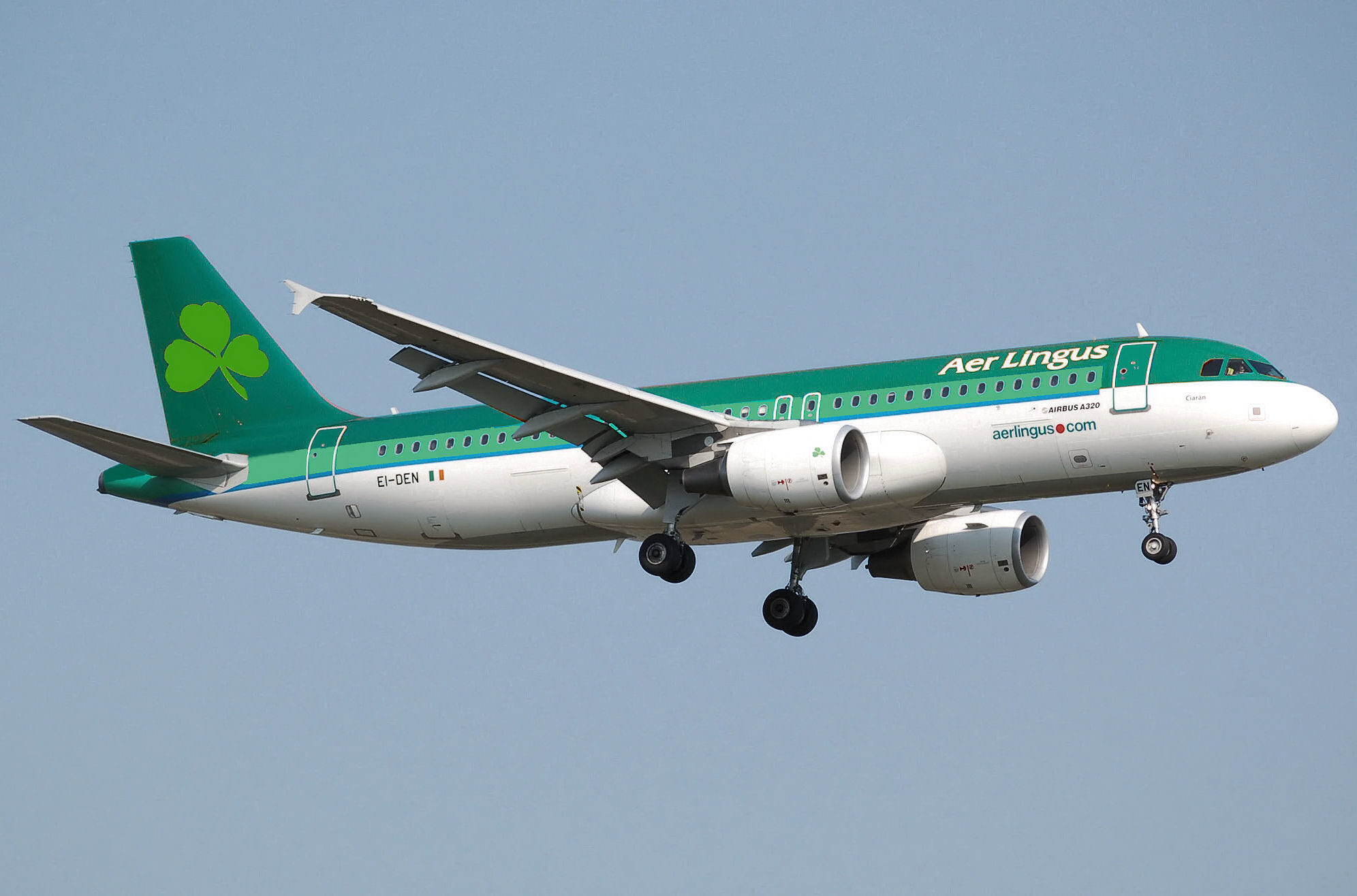
Az Aer Lingus Airbus A320-200-as repülőgépe landolás közben a London-Heathrow-i repülőtéren, Angliában

2010. január 8-án az Aer Lingus a légi közlekedésre való gyenge kereslete miatt bejelentette, hogy Gatwicken állomásozó repülőgépei számát ötről háromra csökkenti. A fennmaradó három repülőgép a légitársaság dublini, knocki és málagai járatait, valamint egy új, Corkba tartó útvonalat fog kiszolgálni.
2011 januárjában az Aer Lingus bejelentette, hogy március végétől új járatot indít Gatwick és Shannon között. Az útvonalat azóta felfüggesztették.
A málagai járatot 2012 januárjában felfüggesztették, a gatwicki bázist pedig 2015-ben bezárták.
A Gatwick-Cork útvonal 2012. október 27-én megszűnt. Október 28-án új járat indult Gatwickről a George Best Belfast City repülőtérre, amely naponta háromszor közlekedik. Ezt az útvonalat 2016. április 27-én felfüggesztették.

#### Christoph Müller kinevezése vezérigazgatóvá
2009. április 6-án Dermot Mannion vezérigazgató négy év után bejelentette lemondását a légitársaságnál. Helyére a német származású Cristoph Müller, a TUI Travel és a Sabena korábbi vezetője került, aki 2009. október 1-jén csatlakozott a légitársasághoz.
2009. december 2-án az Aer Lingus bejelentette, hogy a szakszervezetekkel folytatott tárgyalások megszakadtak. Ennek eredményeképpen az igazgatótanács megszavazta a kapacitáscsökkentést, és ezzel együtt az ehhez kapcsolódó munkahelyek csökkentését. Müller szerint a szakszervezetek által felajánlott engedmények rövid távúak voltak, és a légitársaságtól cserébe magas kompenzációt kértek. Az Aer Lingus nem nevezte meg a leépítendő útvonalakat és munkahelyeket, de Müller szerint ezek valószínűleg "azonnal megkezdődnek és kötelezőek lesznek". 2010 áprilisában valamennyi munkavállalói csoport megszavazta a 'zöldmezős' költségcsökkentési terveket, amelyek várhatóan évi 57 millió eurónyi megtakarítást eredményeznek. Ennek végrehajtását követően megkezdődött a költségcsökkentés második szakasza, amelynek célja évi 40 millió euró megtakarítása volt a vezérigazgató szerint a "back office" személyzet létszámának akár 40%-os csökkentése révén.
Müller jelezte, hogy az Aer Lingus ismét újra akarja pozícionálni magát, és a Ryanairrel való fej-fej melletti versenyből a fapados ágazatban egy hibrid modell felé mozdul el, amely nagyobb hangsúlyt fektet a szolgáltatásokra. E lépés részeként az Aer Lingus tárgyalásokat kezdett arról, hogy ismét csatlakozzon egy légiszövetséghez, miután 2007-ben kilépett a Oneworldből.
Az Aer Lingus 2010. június 15-én bejelentette, hogy 2011 januárjától 11 hétre felfüggeszti a Shannonból Bostonba és New Yorkba (JFK) induló járatait.

#### 75 éves évforduló
Az Aer Lingus 2011-ben ünnepelte fennállásának 75. évfordulóját. Március 26-án a légitársaság bemutatta legújabb repülőgépét, amelyet az 1960-as években használt festésre festettek, a személyzet pedig válogatott történelmi egyenruhákat viselt.

#### A harmadik Ryanair licit (2012)
2012. június 19-én a Ryanair bejelentette, hogy egy újabb ajánlatot kíván tenni az Aer Lingus megvásárlására, részvényenként 1,30 euróért, összesen 694 millió eurónyi értékben. A Ryanair reményét fejezte ki, hogy a versenyhatóságok nem fogják megakadályozni ezt a kísérletet a légitársaság felvásárlására, utalva a bmi és a Brussels Airlines közelmúltbeli felvásárlására az International Airlines Group (IAG) (az Iberia és a British Airways anyavállalata), illetve a Lufthansa által.
Az Aer Lingus 2012. június 20-án sajtóközleményt adott ki, amelyben közölte, hogy a Ryanair javasolt ajánlatának áttekintése után a vállalat igazgatótanácsa elutasította azt, és azt tanácsolta a légitársaság részvényeseinek, hogy ne tegyenek semmilyen lépést az ajánlattal kapcsolatban. A közlemény rámutatott, hogy a Ryanair bármilyen ajánlata valószínűleg nem lesz teljesíthető, egyrészt az Európai Bizottság 2007-es döntése miatt, amely annak idején megakadályozta a légitársaság Aer Lingusra tett ajánlatát, másrészt pedig az Egyesült Királyság Versenyszabályozói Bizottságának a Ryanair Aer Lingusban szerzett kisebbségi részesedésével kapcsolatban lévő vizsgálata miatt. A sajtóközlemény szerint továbbá az Aer Lingus igazgatótanácsa úgy vélte, hogy a Ryanair ajánlata alulértékeli a légitársaságot, figyelembe véve a légitársaság nyereségességét és vagyonmérlegét, beleértve az egy milliárd eurót meghaladó készpénztartalékot (2012. március 31-én).
2013. február 27-én az Európai Bizottság megakadályozta a Ryanair harmadik kísérletét az Aer Lingus felvásárlására, mondván, hogy az összeolvadás károsította volna a fogyasztók választási lehetőségeit és a viteldíjak emelkedését eredményezte volna.

#### A Virgin Atlantic bérleti megállapodása
2012 decemberében, miután a British Midland International (BMI) légitársaságot a British Airways felvásárolta, a Virgin Atlantic résidőket kapott az Egyesült Királyság Heathrow repülőteréről induló belföldi járatokra, és ezzel megszűnt a BA által a sikeres felvásárlás óta birtokolt monopólium ezen szolgáltatások tekintetében. Az Aer Lingus négy Airbus A320-214 típusú (a Virgin Atlantic színeire festett, de ír lajstromjelű) repülőgépet, valamint személyzetet biztosított a London Heathrowról Aberdeenbe, Edinburghba és Manchesterbe közlekedő járatokhoz. A járatok 2013. március 31-én indultak Manchesterbe. Ez a bérleti megállapodás 2015 szeptemberében megszűnt, mivel a Virgin Atlantic megszüntette belföldi járatait.

#### Hosszútávú terjeszkedés
2013 júliusában az Aer Lingus bejelentette az észak-amerikai terjeszkedését, amely 2014-ben indul; többek között heti ötször közvetlen járatot indítanak Dublinból San Fransiscóba és naponta közlekedő járatot Dublinból Torontóba, amelyet az Air Contractors üzemeltet Boeing 757-esekkel a légitársaság megbízásából. Azt is bejelentették, hogy a Shannonból Bostonba és New Yorkba közlekedő transzatlanti járatok 2014 januárjától egész évben naponta közlekednek Bostonba és 2014 márciusától pedig a New York-i John F. Kennedy nemzetközi repülőtérre; a légitársaság azonban az Air Contractors Boeing 757-es repülőgépeit bérli ezen útvonalak üzemeltetésére, és nem Airbus A330-as repülőgépeit használja, mint korábban. 2015. május 1-jén újraindult a Washington Dulles nemzetközi repülőtérre induló járat is, ami heti négyszer közlekedik.
2021. március 24-én az Aer Lingus bejelentette, hogy A321LR típusú repülőgépeivel új hosszú távú járatokat indít a manchesteri repülőtérről New Yorkba és Bostonba.

#### Vezérigazgató váltás
2014. július 18-án az Aer Lingus közölte, hogy a vállalat és Müller között "megállapodás született" arról, hogy 2015 májusában lemond vezérigazgatói és igazgatói tisztségéről. Müller távozása után a Malaysia Airlines átszervezésében vett részt. 2015. február 16-án a vállalat bejelentette, hogy az új vezérigazgató 2015. március 1-jétől Stephen Kavanagh lesz. 2019. január 1-jétől Sean Doyle lett az Aer Lingus új vezérigazgatója.

#### Az IAG átvétel (2014/2015)
2014. december 14-én az International Airlines Group (IAG) (a British Airways, az Iberia és a Vueling tulajdonosa) egy milliárd eurós (részvényenkénti 2,30 eurós) vételi ajánlatot tett az Aer Lingus csoportra. Az Aer Lingus igazgatótanácsa 2014. december 16-án elutasította az ajánlatot, és az Aer Lingus megjegyezte, hogy az ajánlat "előzetes, erősen feltételes és nem kötelező érvényű". Megjegyezték továbbá: "Az igazgatótanács megvizsgálta a javaslatot, és úgy véli, hogy az alapvetően alulértékeli az Aer Lingust és annak vonzó kilátásait. Ennek megfelelően az ajánlatot elutasították...".
2015. január 9-én az Aer Lingus elutasította az IAG második ajánlatát, amelyben részvényenként 2,40 eurós felvásárlási ajánlatot tett.
2015. január 24-én az IAG egy harmadik ajánlatot tett az Aer Lingusra, és részvényenként 2,55 eurós, összesen közel 1,4 milliárd eurós vételi ajánlatot tett.
2015. január 27-én az Aer Lingus igazgatótanácsa bejelentette, hogy "az IAG harmadik, a légitársaságra vonatkozó ajánlatának pénzügyi feltételei olyan szinten vannak, amelyet hajlandóak elfogadni". Az Aer Lingus közölte, hogy tudomásul vette "az IAG szándékát a légitársaság jövőjével kapcsolatban, különösen azt, hogy az Aer Lingus önálló vállalkozásként, saját márkával, vezetéssel működjön".
2015. május 26-án az ír kormány hozzájárult a 25%-os részesedésének eladásához az IAG-nek, és a felvásárlás ekkor már csak a Ryanair álláspontjától függött.
2015. július 10-én a Ryanair megszavazta, hogy eladja a légitársaságban lévő közel 30%-os részesedését. A felvásárlást később az EU és az USA versenyszabályozó hatósági jóváhagyták azzal a feltétellel, hogy az IAG lemond öt résidőpárról a londoni Gatwick repülőtéren. 2015. szeptember 2-án az IAG átvette az Aer Lingus irányítását. 2015. szeptember 17-én, az IAG általi felvásárlást követően a vállalat részvényeit kivonták az Ír és a Londoni Értéktőzsdéről.

#### Covid-19 (2020-2021)

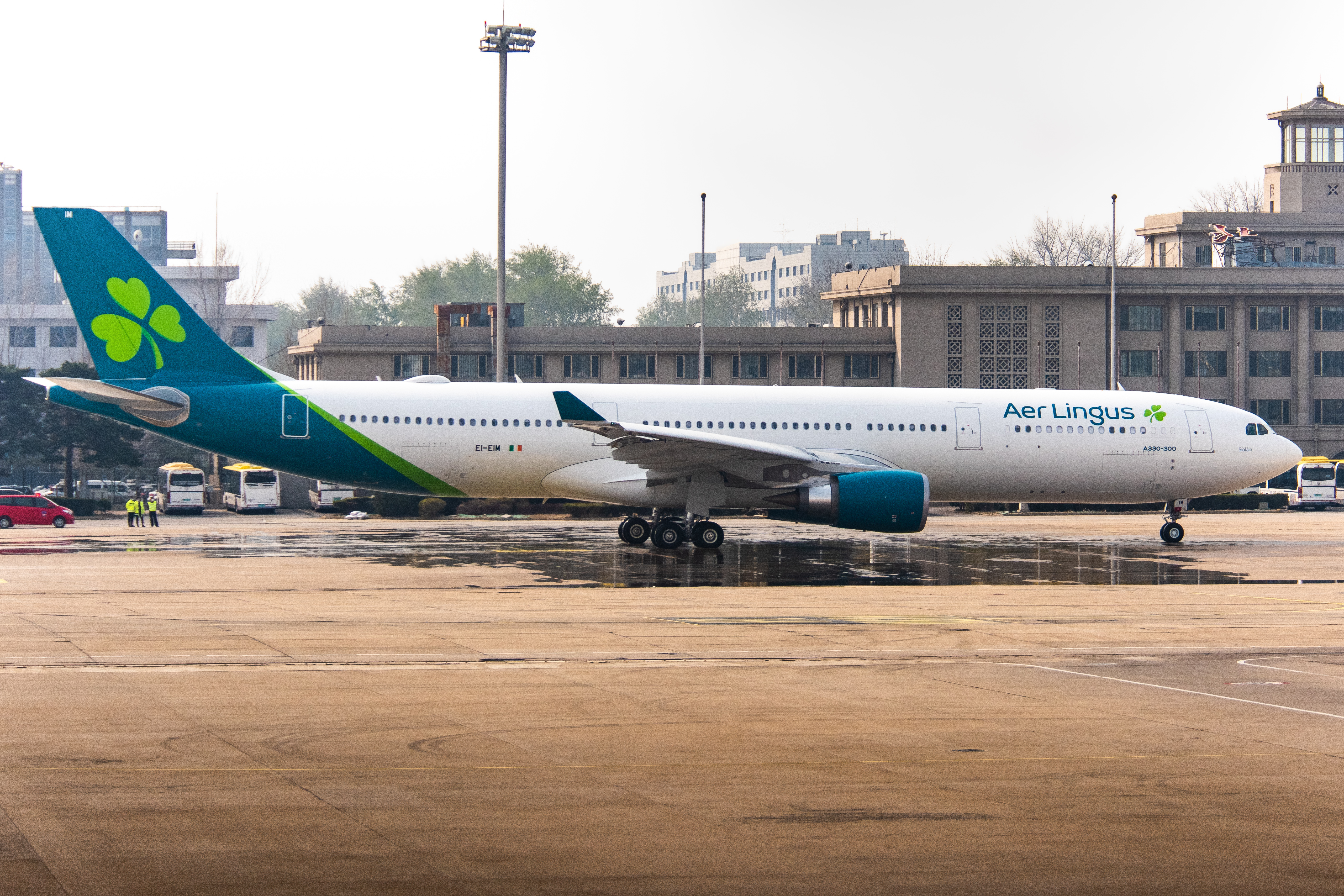
Az Aer Lingus A330-300-as repülőgépe Pekingben, Kínában, 2020. március végén, az ír HSE számára szállít PPE maszkokat.

2020. február 25-én az Aer Lingus közzétette, hogy az Ír Külügyminisztérium tájékoztatta a légitársaságot, hogy a Covid-19 járvány kitörése miatt utazási korlátozások vannak érvényben Olaszország Lombardia régiójának több városában, azonban a légitársaság kijelentette, hogy minden járat továbbra is közlekedik és hogy minden járat továbbra is megfelel a HSE, a WHO és az EASA helyi iránymutatásainak.
Február 28-án az Aer Lingus tájékoztatást kapott arról hogy egy fertőzött utas utazott a Milánó-Linatei repülőtér és Dublin között, és a légitársaság kijelentette hogy teljes mértékben együttműködik a HSE-vel és az Ír Külügyminisztériummal. Az Aer Lingus négy légiutaskísérőjét is elkülönítették a szóban forgó járatról. Másnap az Aer Lingus bejelentette hogy felfüggeszti az észak-olaszországi járatait, majd ezt március 10-én kiterjesztette az összes olaszországi járatára.
Március 13-án Donald Trump, az Egyesült Államok elnöke bejelentette egy európai beutazási tilalmat, amely eredetileg nem vonatkozott Írországra, azonban másnap kiterjesztették Írországra is. Az Aer Lingus ezt követően az egész útvonalhálózatára kiterjedő leépítéseket jelentett be, ami végül 95%-kal csökkentette a járathálózatát, a légitársaság történetének legnagyobb nyári menetrendjére vonatkozó tervét pedig a világméretű járvány meghiúsította. Ideiglenes intézkedésként a légitársaság megerősítette, hogy 50%-kal csökkenti az összes alkalmazottja munkaidejét és fizetését.
Még ugyanebben a hónapban, március 29-én az Aer Lingus EI9019-es járata Pekingből leszállt a dublini repülőtéren, ami az ír egészségügyi dolgozók számára létfontosságú PPE maszkokat szállított; ez volt a kezdete annak a több száz járatnak, amelyet a légitársaság a kormány kérésére Kínába és Kínából indított.
Mivel a menetrend szerinti járatok mindössze 5%-a közlekedett, 2020. május 1-jén bejelentették, hogy az Aer Lingus 900 munkahelyet szeretne megszüntetni. A légitársaság ezt követően tárgyalásokat kezdett a szakszervezetekkel az Aer Lingus munkamódszereinek megváltoztatásáról és a javasolt létszámleépítésekről, és Sean Doyle, az Aer Lingus vezérigazgatója úgy nyilatkozott, hogy évekbe telik, amíg a légiközlekedési ágazat talpra áll. Az Aer Lingus később megerősítette, hogy további ideiglenes bércsökkentésekre és a munkamódszereinek a megváltoztatására törekszik egy költségmegtakarítási gyakorlat keretében, és közölte, hogy a 2021-es menetrendje legalább 20%-kal kisebb lesz a tervezettnél. A légitársaság még abban a hónapban megerősítette a munkahelyek leépítését, és az ideiglenes szerződéssel rendelkezők elbocsátását, a Shannonban dolgozó légiutaskísérőket pedig arról tájékoztatták, hogy ideiglenesen elbocsátják őket, mivel a légitársaság nem indít onnan járatokat.
Június 13-án a médiában megjelent hírek szerint az Aer Lingus és a szakszervezetek közötti végleges dokumentumtervezet alapján javasolt intézkedések széleskörű elfogadására került sor, másnap azonban az Aer Lingus több mint 1400 utaskísérőjét képviselő Fórsa szakszervezet közölte, hogy szavazásra akarja bocsátani a dokumentumtervezet alapján javasolt intézkedéseket. A légitársaság június 15-én kijelentette, hogy amennyiben aznap este 18 óráig nem születik megállapodás a terv elfogadásáról, visszavonja ajánlatát, és a pilóták kivételével a munkavállalók bérének 70%-os csökkentésével végrehajtja az intézkedéseket. A határidő lejártával a légitársaság kezdeményezte a változtatások végrehajtását, feldühítve ezzel az Aer Lingus alkalmazottainak többségét képviselő szakszervezeteket. Június 17-én a légitársaság beleegyezett abba, hogy pilótái számára két hétig tartó szavazást tegyen lehetővé a légitársaság a munkamódszereinek megváltoztatására és a fizetések visszatérítésére vonatkozóan.
A légitársaság 2021 júniusában közölte, hogy öt évre be akarja fagyasztani a dolgozók bérét, miközben az új utaskísérőknek és személyzetnek a fizetésének erőteljes csökkentését javasolta.

## A vállalat működése

### Tulajdonjog és szerkezet
Az Aer Lingus-t az ír és a londoni értéktőzsdén is jegyezték, az ír tőzsdén EIL1, míg a londoni tőzsdén AERL jelöléssel. Az IAG általi felvásárlást követően azonban 2015. szeptember 17-én törölték a tőzsdéről.

#### Aer Lingus Cargo
Az Aer Lingus Cargo a légitársaság áruszállítási részlege. Az utasszállító repülőgépek raktereit használja. Az Aer Lingus Cargo Dublinból és Shannonból az Egyesült Államokba tartó összes úton elérhető. A legtöbb európai útvonalon és néhány, az Egyesült Királyságba tartó útvonalon is kínálnak teherszállítási szolgáltatásokat. A részleg később az IAG Cargo cégcsoport részévé vált.

#### Aer Lingus Regional
Az Aer Lingus franchise-megállapodást kötött egy helyi ír légitársasággal, a Stobart Airrel (korábban Aer Arann), amelynek keretében számos útvonalat üzemeltetett az Aer Lingus Regional márkanév, felirat és lajstrom alatt. A Stobart Air 2012 áprilisa óta nem üzemeltetett járatokat saját RE-kódja alatt, és minden korábbi útvonala átkerül az Aer Lingushoz EI3XXX járatszámmal. A Stobart Air 2021 júniusában felszámolás alá került; az Aer Lingus és a BA CityFlyer ideiglenesen átvette az útvonalainak üzemeltetését.

### Üzleti tendenciák
Miután 2015. augusztus 18-án az IAG felvásárolta az Aer Lingus-t, az Aer Lingusról már nem tesznek közzé külön éves gazdasági jelentéseket, azonban az IAG éves jelentésében egyes adatok külön szerepelnek. Az Aer Lingus számára az elmúlt években legfontosabb elérhető tendenciákat az alábbiakban mutatjuk be:

### Üzleti modell

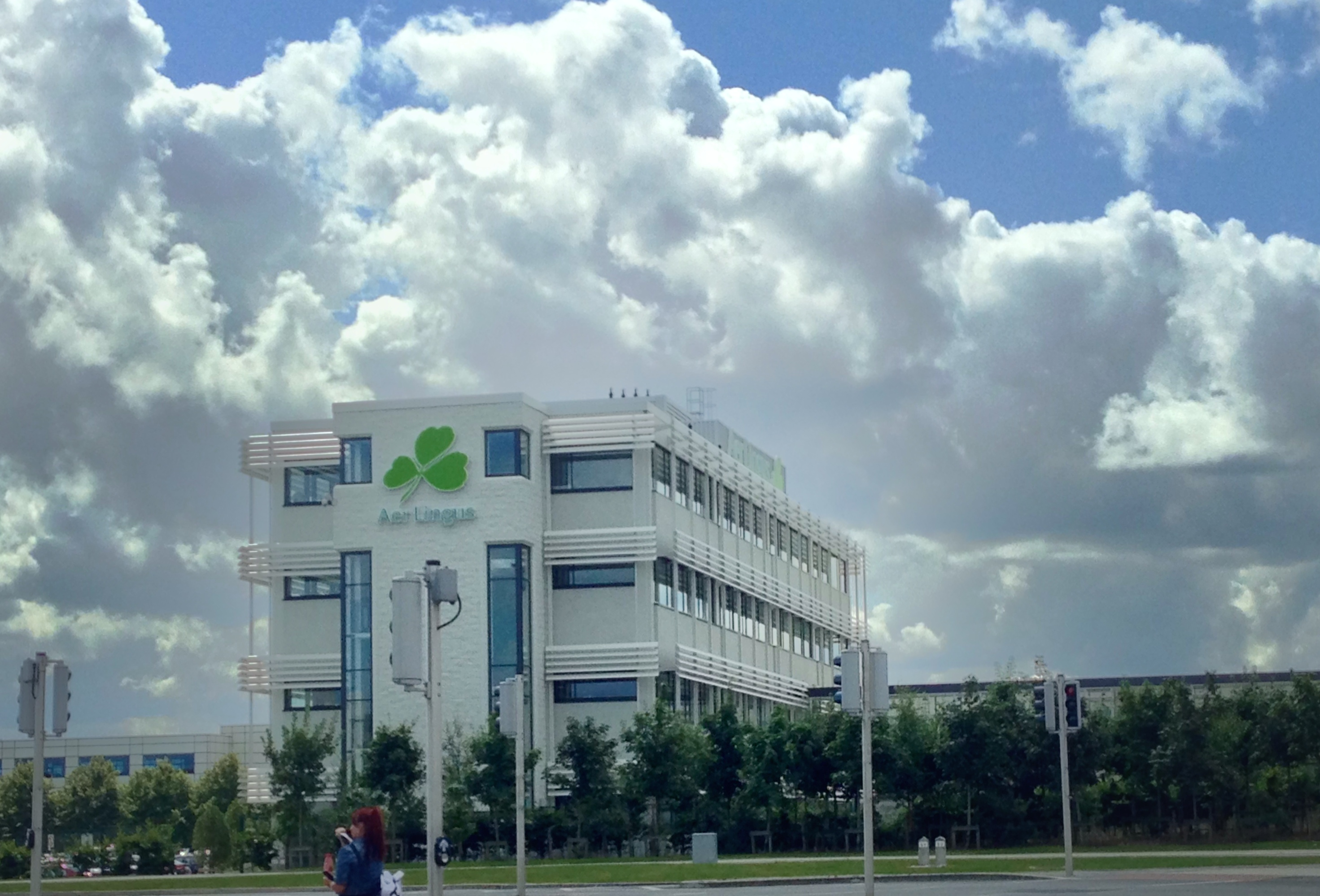
Az Aer Lingus székháza

Az Aer Lingus egy "kis költségű" stratégiai megközelítést alkalmaz – egy hagyományos légitársaság és egy fapados légitársaság keverékét. A különbség a rövid és a hosszú távú járatokon kínált szolgáltatásokban rejlik, például étkezni csak az utóbbiakon lehet ingyenesen.
Az új stratégia jelentős tárgyalásokat igényelt a szakszervezetekkel, és végül megállapodás született arról, hogy a légitársaság túléléséhez alacsonyabb költségekre és a légitársaság teljes újjászervezésére van szükség. A tárgyalásokból eredő szakszervezeti engedmények azonban ártottak a légitársaság megítélésének; 2003-ra a bérek befagyasztását feloldották, és 3800 önkéntes elbocsátásra került sor, kényszerű leépítések nélkül. Ezek a tényezők hozzájárultak ahhoz, hogy a légitársaság 2002-ben, 2003-ban és 2005-ben nyereségről számolt be, és 2004-ben is csak kis veszteséget könyvelt el.

### Székház

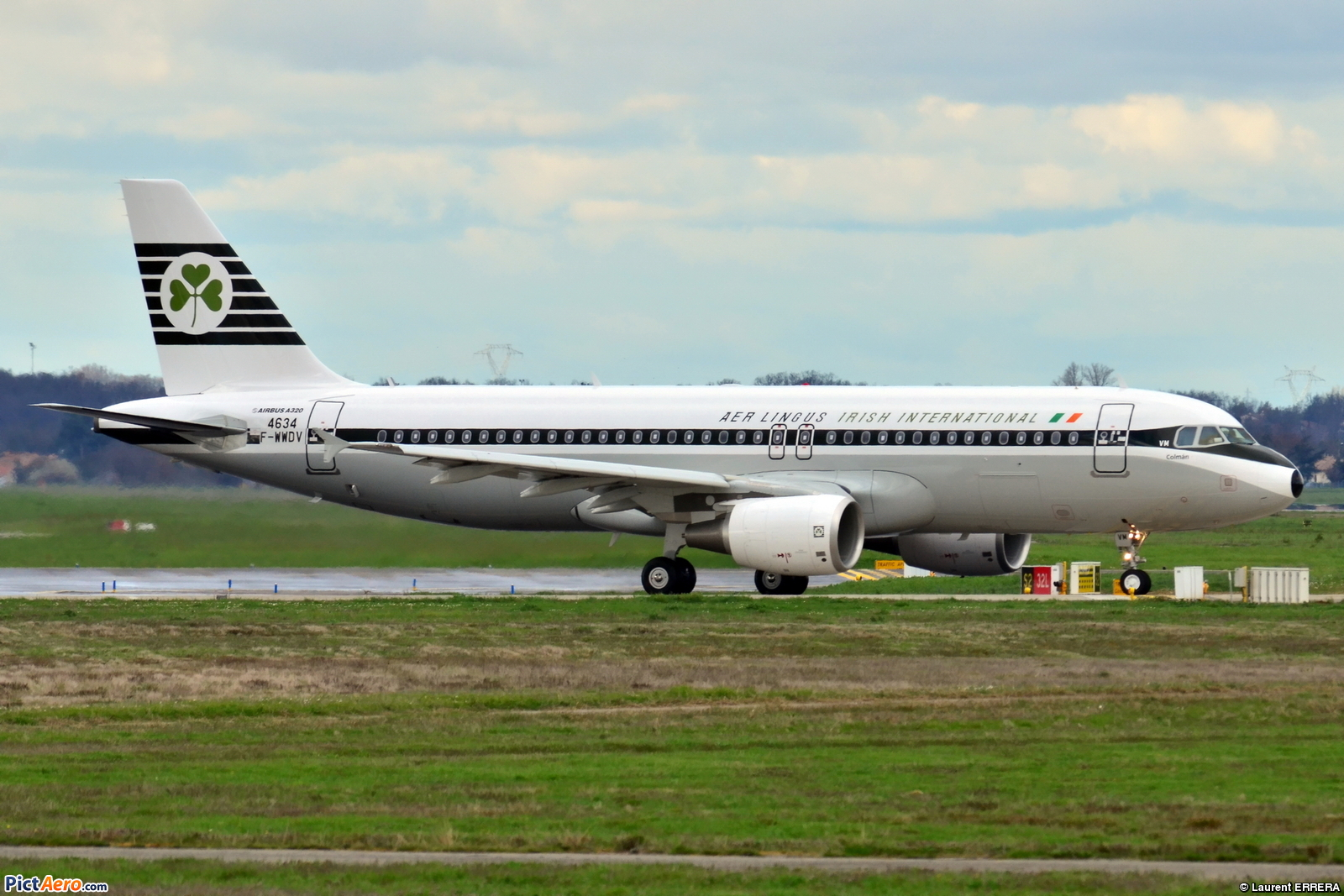
Egy retro festésű Airbus A320-200-as a Toulouse-Blagnaci repülőtéren 2011-ben, a légitársaságnak történő átadása előtt.

Az Aer Lingus székháza a dublini repülőtér területén, a Dublin megyei Fingalban található. A Dublini Repülőtéri Hatóság (DAA) egy meglévő épületet újított fel az Aer Lingus központjának kialakításához. Az Aer Lingus székhelye 9,9 hektáros volt és az egykori központi irodaépület, a szolgáltatásokért felelős melléképület az Iolar Ház, a Modell Épület, az ALSAA uszoda, valamint különböző kisebb épületek és építmények voltak a székhely területén. A központi irodaház az Aer Lingus és a légitársaság leányvállalatainak központi irodáinak adott otthont, és számos adminisztratív funkciót látott el, illetve az alkalmazotti parkoló is ebben az épületben volt. Az Iolar ház és a Modell Épület az Aer Lingus személyzetének kiképzési létesítményei és irodahelységei voltak. Ez a korábbi székhely a Ryanair korábbi székhelyének szomszédságában található. Brian Lavery, a New York Times munkatársa 2004-ben azt írta, hogy a székhely közelsége a repülőtérhez, amelyet Lavery úgy jellemzett hogy "néhány parkolóval arrébb", "annak a szimbóluma hogy a verseny mennyire közel van az otthonunkhoz". 2010-ben az Aer Lingus bejelentette, hogy lemondta a központi irodájának bérleti szerződését a dublinti repülőtéri hatóságnál, és hogy alkalmazottait a 2011-es év folyamán a 6-os hangárba és a légitársaság ingatlanportfóliójának más épületeibe költözteti. A légitársaság közölte, hogy a központi irodájának épülete, amely az International Business Times szerint felújításra szorul, a "zöldmezős" költségcsökkentési programot követően túl nagy volt a vállalat igényeihez képest. Az Aer Lingus 2011. november 8-án aláírta a szerződést a dublini repülőtéri hatósággal a légitársaság székhelyének bérleti jogának átadásáról. Az Aer Lingus 22,15 millió eurót és kamatokat fizetne a DAA-nak, 10,55 millió erót pedi tíz éven keresztül, évente részletekben. A kifizetések évi 5%-os kamatlábat tartalmaznak. A régi székhely területét a Dublin Airport Central nevezetű irodaparkká alakították át, amire a DAA 10 millió eurót tervezett költeni rá. A korábbi székház a "One" nevet kapta az irodaparkban.

### Munkavállalói kapcsolatok

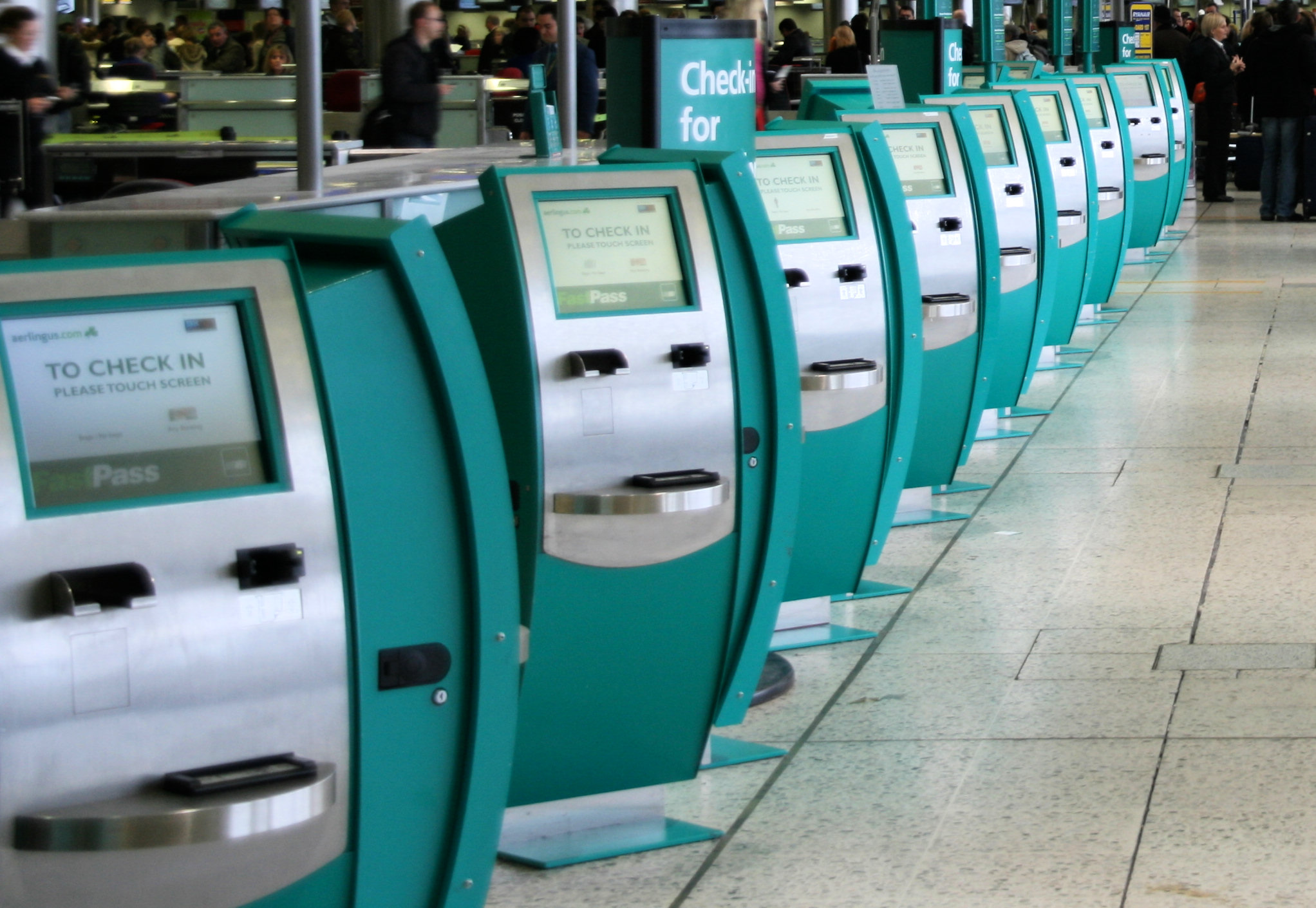
Az Aer Lingus check-in automatái a Dublini repülőtéren

2014. május 30-án az Aer Lingus utaskísérői egy 24 órás sztrájkot tartottak, amelynek következtében mintegy 200 járatot töröltek, és 200 000 ember utazási terveit zavarták meg. A munkavállalók a munkarendjük módosítását szerették volna, amely a légitársaság szerint 300 munkahely megszűnésével járna Írországban, és amelyeket Észak-Amerikába kellene áthelyeznie.

### Szponzoráció
2015. április 30-án bejelentették, hogy az Aer Lingus lesz az ír rögbicsapat hivatalos légitársasága. Ugyanezen a napon bejelentették, hogy a légitársaság az egyik repülőgépét átnevezi "Green Spirit"-re, és az ír rögbicsapat színeiben fog repülni. Egy másik repülőgépet is ugyanilyen színűre festettek.

## Célállomások

### Codeshare egyezmények
Az Aer Lingus a következő légitársaságokkal kötött codeshare-megállapodást:
- Air Canada
- Alaska Airlines[128]
- Etihad Airways
- JetBlue
- KLM
- United Airlines

### Oneworld transz-atlanti közös vállalkozás
Az Aer Lingus Oneworld transz-atlanti közös vállalkozásába csatlakozásának eredményeként, az alábbi légitársaságokkal van codeshare egyezménye.
- American Airlines
- British Airways
- Finnair
- Iberia

## Flotta

### A jelenlegi flotta
2021 augusztusában az Aer Lingus teljes egészében Airbus flottát üzemeltet:

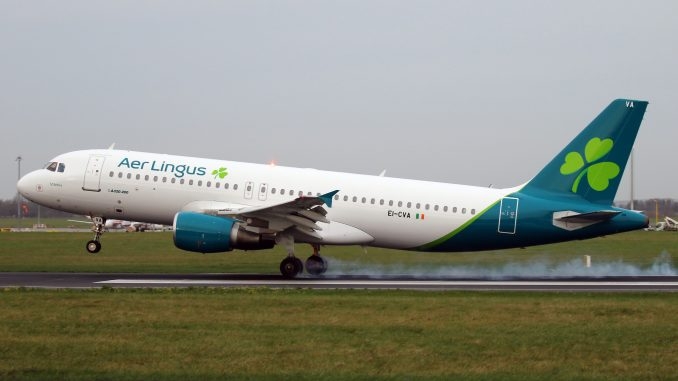
Az Aer Lingus Airbus A320-200-a

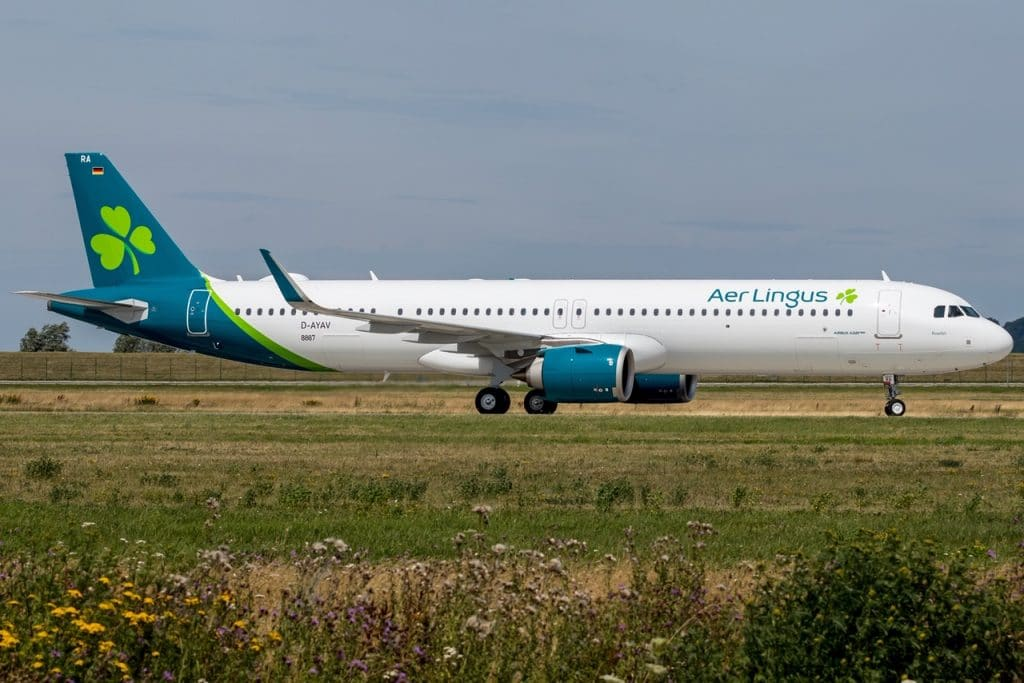
Az Aer Lingus Airbus A321LR-je

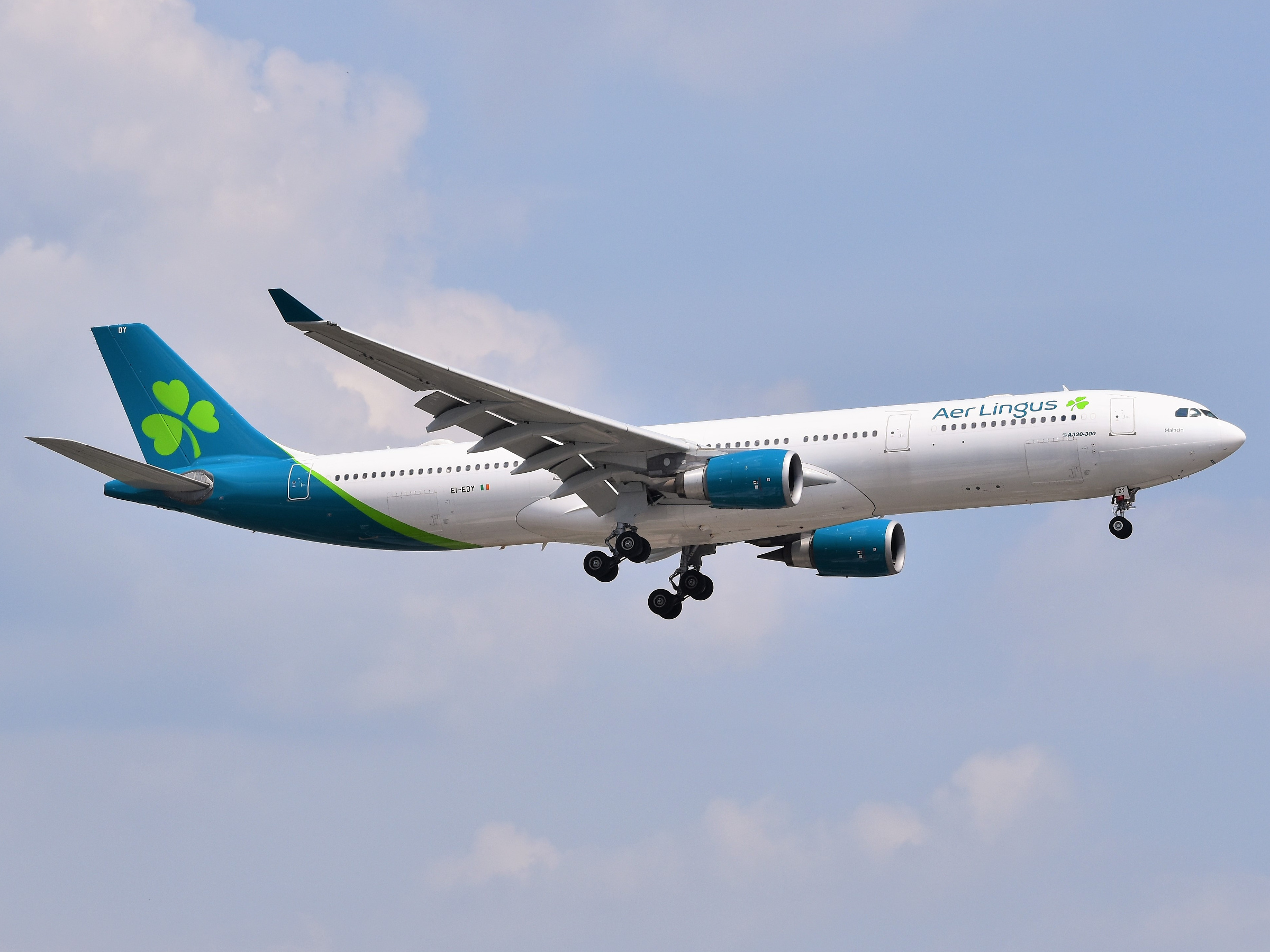
Az Aer Lingus Airbus A330-300-asa

### Flotta fejlesztés
2017 januárjában az Aer Lingus bejelentette, hogy hét A321LR típusú repülőgépre szóló megrendelést kíván véglegesíteni, hogy olyan transzatlanti útvonalakon használják őket ahol az A330-asakat veszteséges lenne üzemeltetni. 2018 novemberében a légitársaságnak tizennégy A321LR-re van rendelése.
A 2019-es Párizsi Légi Bemutatón az IAG 14 Airbus A321XLR repülőgép megvásárlásáról állapodott meg, amelyek közül nyolcat az Iberia, hatot pedig az Aer Lingus számára szállítanak, további tizennégy repülőgépre vonatkozó opcióval. Az első repülőgépek 2023-ban kerülnek átadásra, és a Boeing 757-200-asokat váltják fel. 2020 áprilisában az Aer Lingus felbontotta szerződését az ír CityJet légitársasággal amely két darab BAE Avro RJ85-öst üzemeltetett a légitársaság nevében. A repülőgépeket elsősorban Dublin és London-City repülőtér között használták.

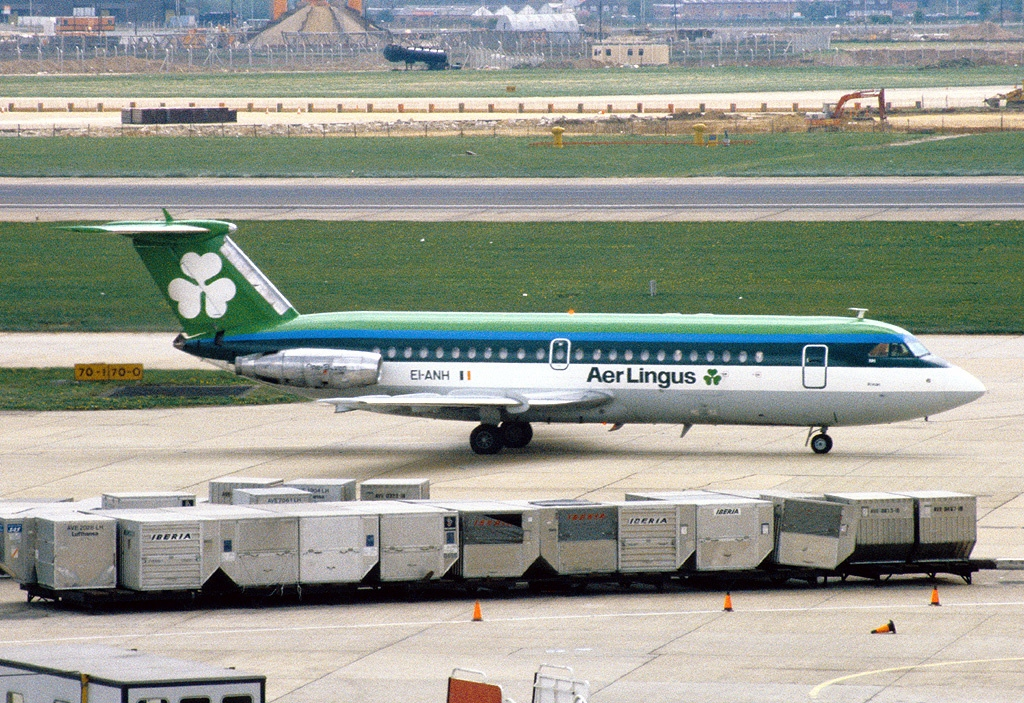
Az Aer Lingus BAC One-Eleven típusú repülőgépe 1982-ben

### A történelmi flotta

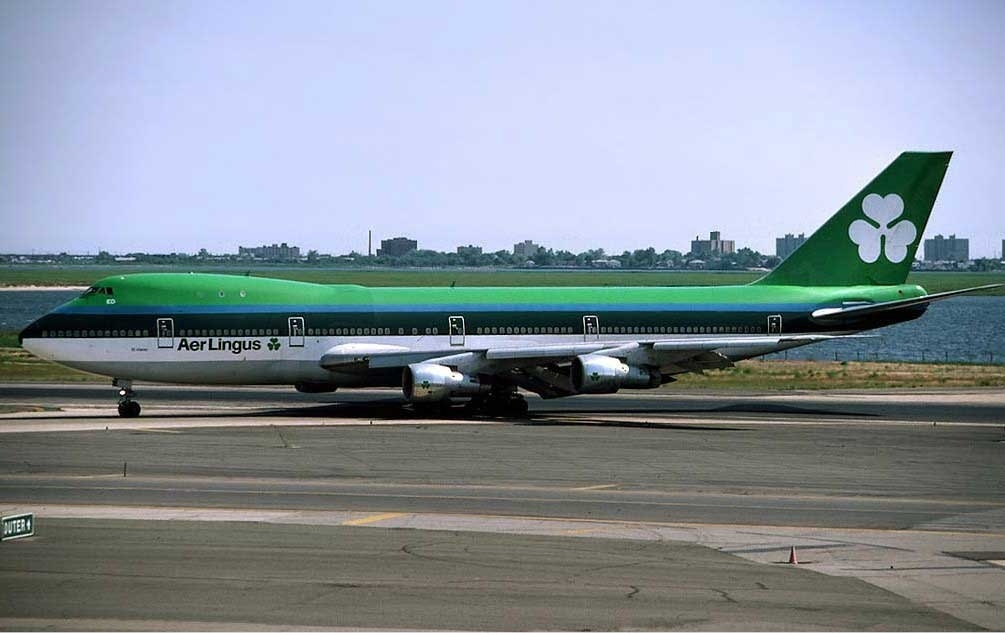
Az Aer Lingus Boeing B747-100-as repülőgépe 1980-ban

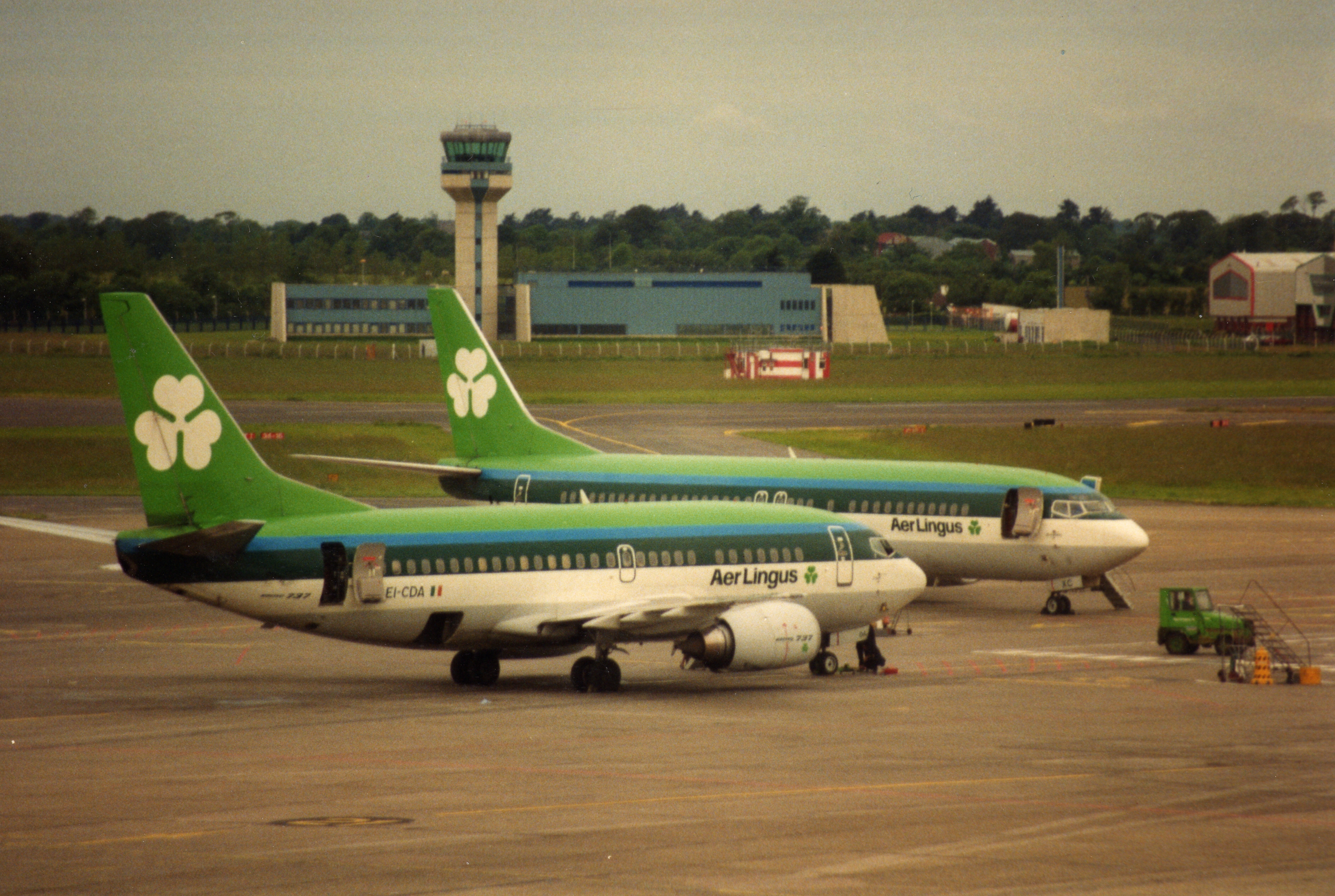
Az Aer Lingus Boeing 737-esei 1993-ban

### Festés
2019. január 17-én az Aer Lingus bemutatta az új arculatát és festését. A felfrisített logó egy új színvilággal és betűtípussal, illetve egy felújított lóherével érkezett. Az új festés egy fehér színű repülőgéptörzsből, zöldeskék színű hajtóművekből és farokból áll. Várhatóan 2021 végére minden repülőgépet átfestenek az új színre.

## Szolgáltatások

### Fedélzeti szolgáltatások
2015 és 2016 között az Aer Lingus egyes járatai fedélzetén előre csomagolt Tayto szendvicseket árult. 2018-ban a vállalat bejelentette, hogy a transzatlanti járatain egy pohár bort vagy sört kínál ingyenesen. Abban az évben a légitársaság bejelentette, hogy ingyenes wifit kínál a Smart Fare transzatlanti turista osztályon utazó utasainak. 2019-ben az Aer Lingus bevezette az AerSpace-t, a prémium turista osztályát.

## Törzsutas-program
Az AerClub az Aer Lingus törzsutasprogramja. A program 2016 novemberében indult, és a légitársaság korább törzsutasprogramját, a Gold Circle-t váltotta fel. Az AerClub négy szintből áll: a belépőszintű Zöld, az Ezüst, a Platina és a Concierge. A törzsutasprogram Avios-pontokat használ tagsági pénzemként.

## Balesetek és incidensek
Az Aer Lingus jó biztonsági adatokkal rendelkezik, az elmúlt 50 évben nem történt halálos baleset.

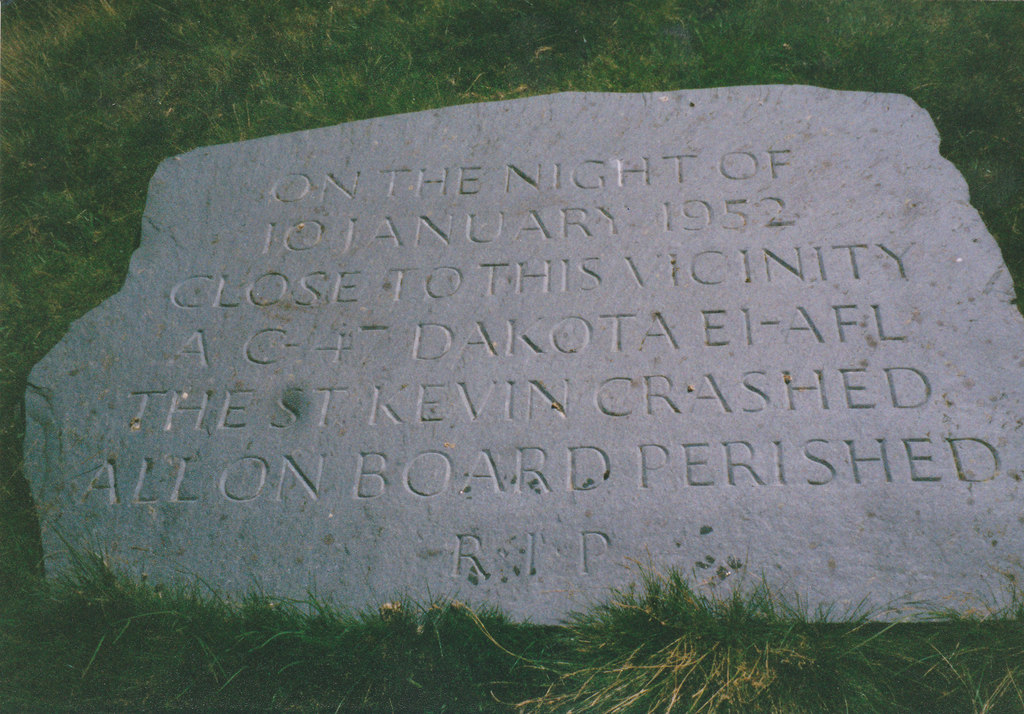
Egy emlékhely az 1952-es januári baleset helyszínén

Tizenkét incidense történt, köztük hat olyan baleset, amelynek következtében a repülőgépek tönkrementek (ebből három volt halálos kimenetelű), és egy gépeltérítés.
- 1952. január 10-én egy Douglas DC-3-as gép (EI-AFL) Northoltból Dublinba repült. A repülő belerepült egy hegyoldalba Llyn Gwynant közelében megölve mind a 20 utasát és háromfős személyzetét. Ez volt a légitársaság első halálos balesete.[144]
- 1953. január 1-én egy Douglas DC-3-as (EI-ACF) kényszerleszállást hajtott végre Spernall közelében, miután mindkét motor leállt mivel elfogyott az üzemanyag félúton Birmingham felé. Mind a 25 utas és a személyzet túlélte.[145]
- 1967. június 22-én, egy Vickers Viscount (EI-AOF) pilóta kiképzésen volt mikor a repülő átesett és becsapódott a talajba Ashbourne közelében, megölve mind a három személyt a repülőn.[146]
- 1967. szeptember 21-én a Dublinból Bristolba tartó Vickers Viscount típusú EI-AKK lajstromú repülőgép szárnya súrolta a kifutópálya aszfaltját, és leszálláskor a célrepülőtéren lezuhant. Az összes utas és a személyzet túlélte. A repülőgépet később leírták.[147]
- 1968. március 24-én a Corkból Londonba tartó Vickers Viscount típusú repülőgép (lajstromjele: EI-AOM, neve "St. Phelim") lezuhant a Tuskar Rock közelében, Írország délkeleti partjainál. Mind az 57 utas és a 4 fős személyzet odaveszett. A baleset Írországban a Tuskar Rock légi katasztrófa néven vált ismertté. A vizsgálat azt feltételezte hogy egy másik gép is közrejátszott a tragédiában, viszont sosem derült ki miért zuhant le.[148][149]
- 1981. május 2-án az Aer Lingus 164-es járatát Dublinból Londonba eltérítették a franciaországi Touquet-Côte d’Opale repülőtérre. Miközben a terroristával tárgyaltak, a francia különleges egységek behatoltak a gépbe és hatástalanították a gépeltérítőt. A gépeltérítő Laurence Downey a sajtó szerint azért térítette el a gépet, hogy kikövetelje a Pápától a harmadik Fatima titkot.[150]
- 1986. január 31-én az Aer Lingus 328-as járata Dublinból az East Midlands repülőtérre tartó útja közben magasfeszültségű kábelekbe repült, és a kifutópálya előtt lezuhant. Nem volt halálos áldozat, viszont ketten megsérültek.[151]
- 2005. június 9-én az Aer Lingus 132-es járata, az EI-ORD lajstromjelű Airbus A330-as majdnem összeütközött a US Airways 1170-es járatával a bostoni Logan nemzetközi repülőtéren, miután mindkét járat szinte egyidejűleg kapott felszállási engedélyt az egymást keresztező kifutópályákon. A US Airways járata hosszabb ideig a kifutópályán tartotta az orrát, hogy az Aer Lingus járata alá kerüljön, és elkerülje az ütközést. Nem voltak halálos áldozatok.

## Fordítás
Ez a szócikk részben vagy egészben  az   Aer Lingus című angol Wikipédia-szócikk ezen változatának fordításán alapul.  Az eredeti cikk szerkesztőit annak laptörténete sorolja fel. Ez a jelzés csupán a megfogalmazás eredetét és a szerzői jogokat jelzi, nem szolgál a cikkben szereplő információk forrásmegjelöléseként.

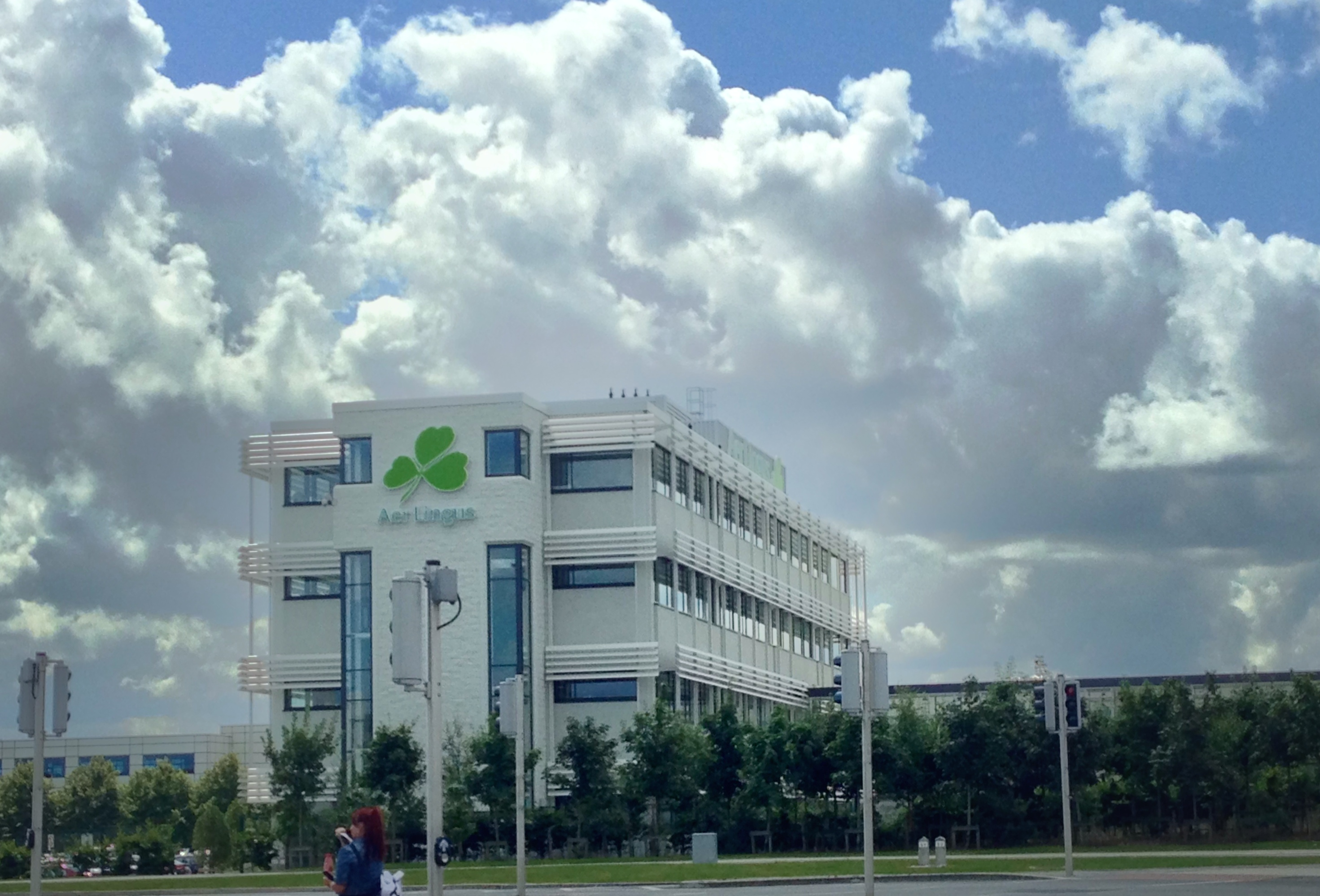
Az Aer Lingus központi irodája
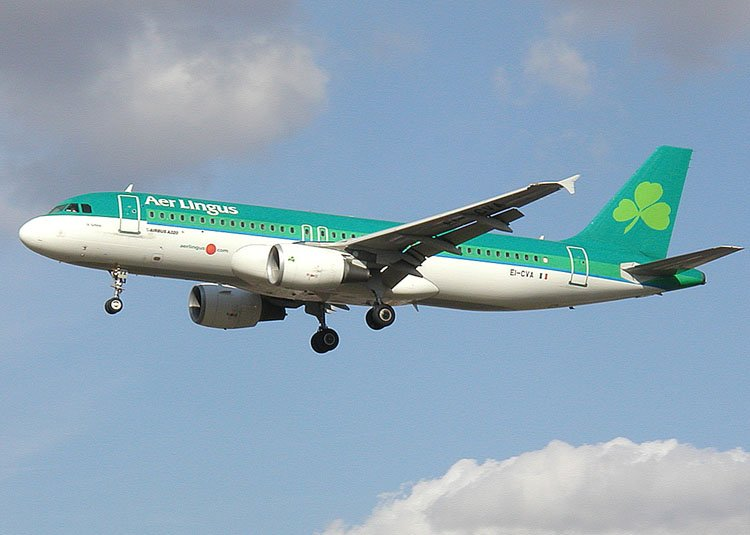
Az Aer Lingus Airbus A320-asa
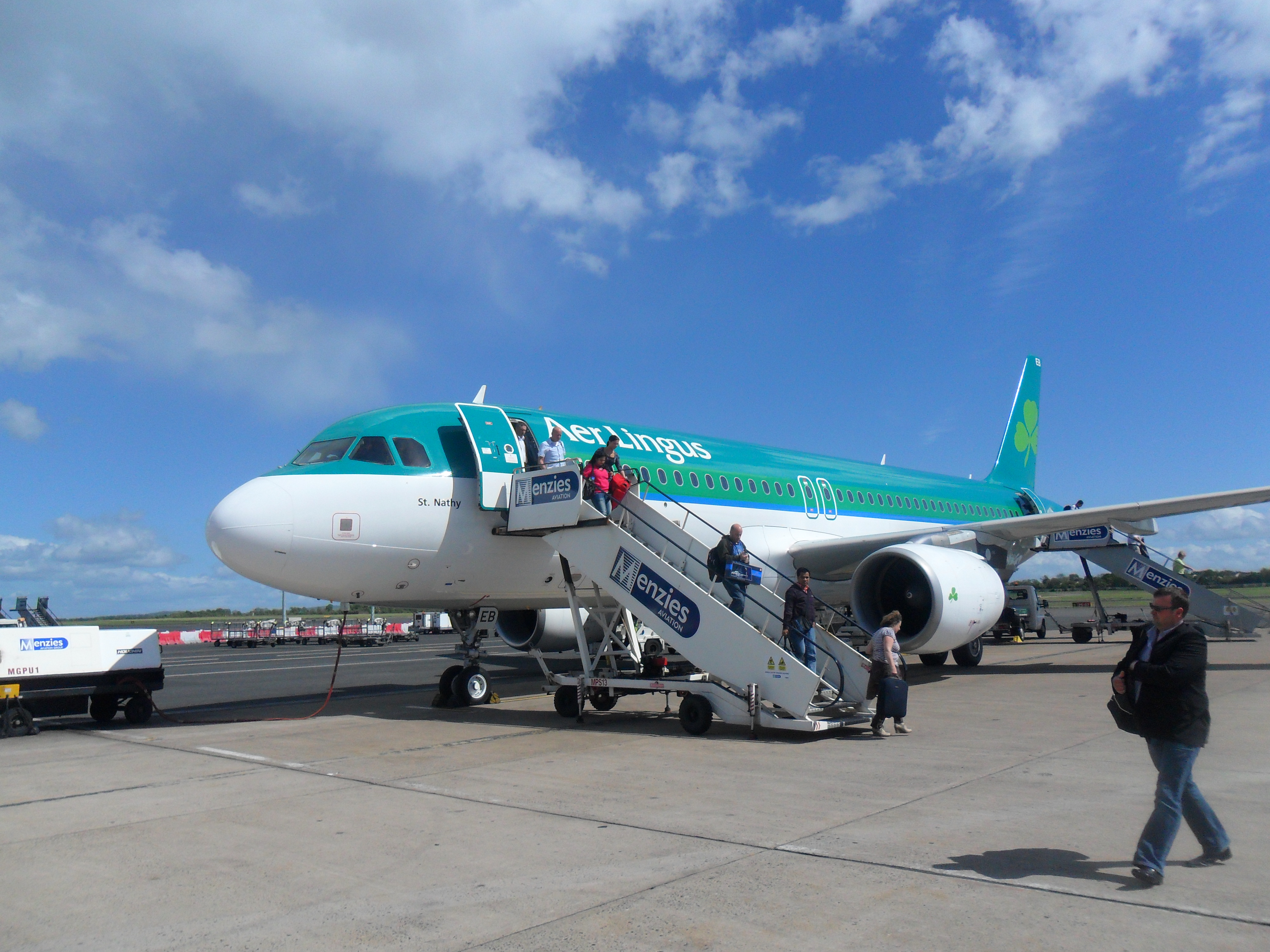
Az Aer Lingus Airbus A320-200-asa a belfasti nemzetközi repülőtéren
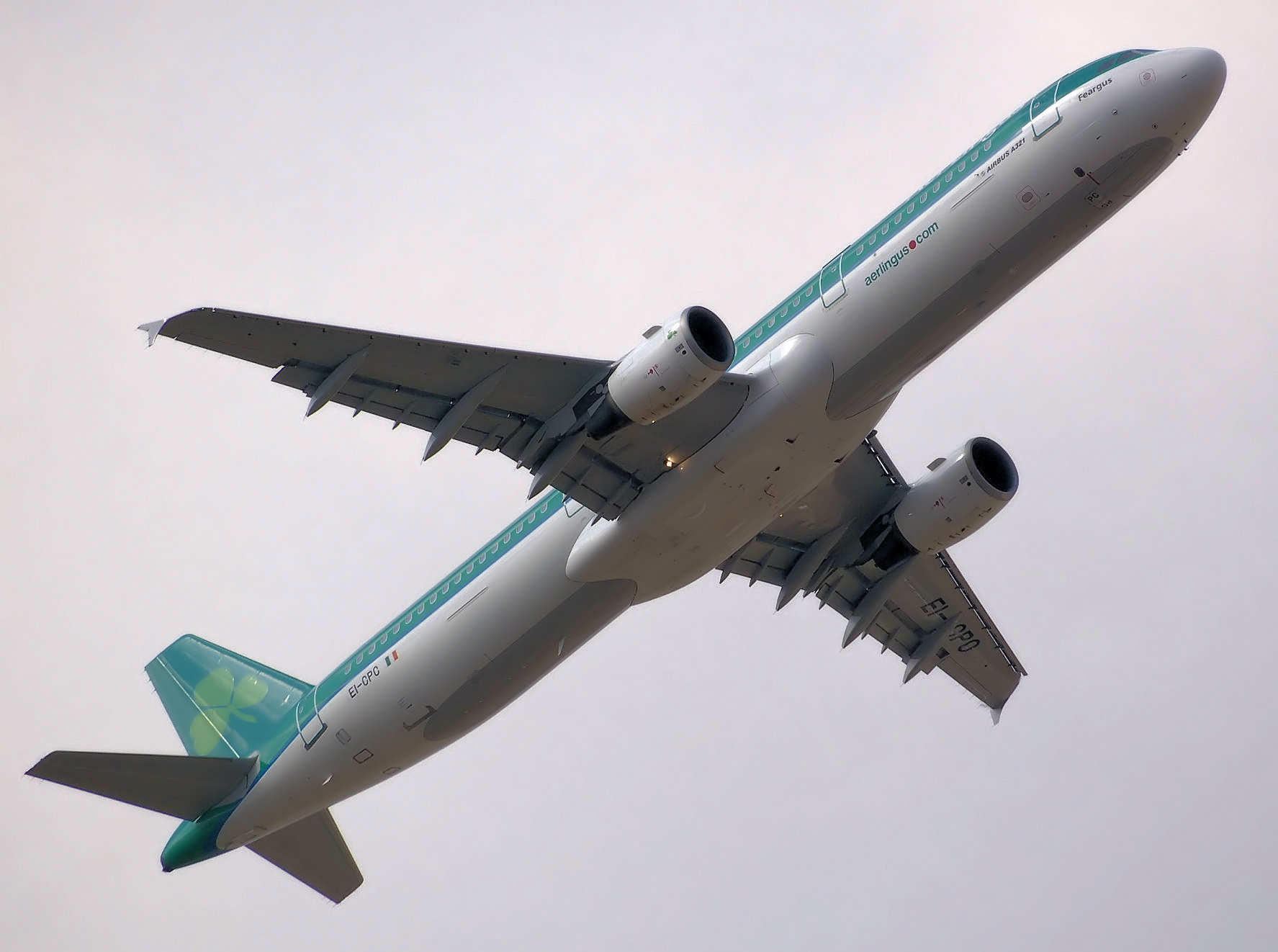
Az Aer Lingus Airbus A321-200-asa
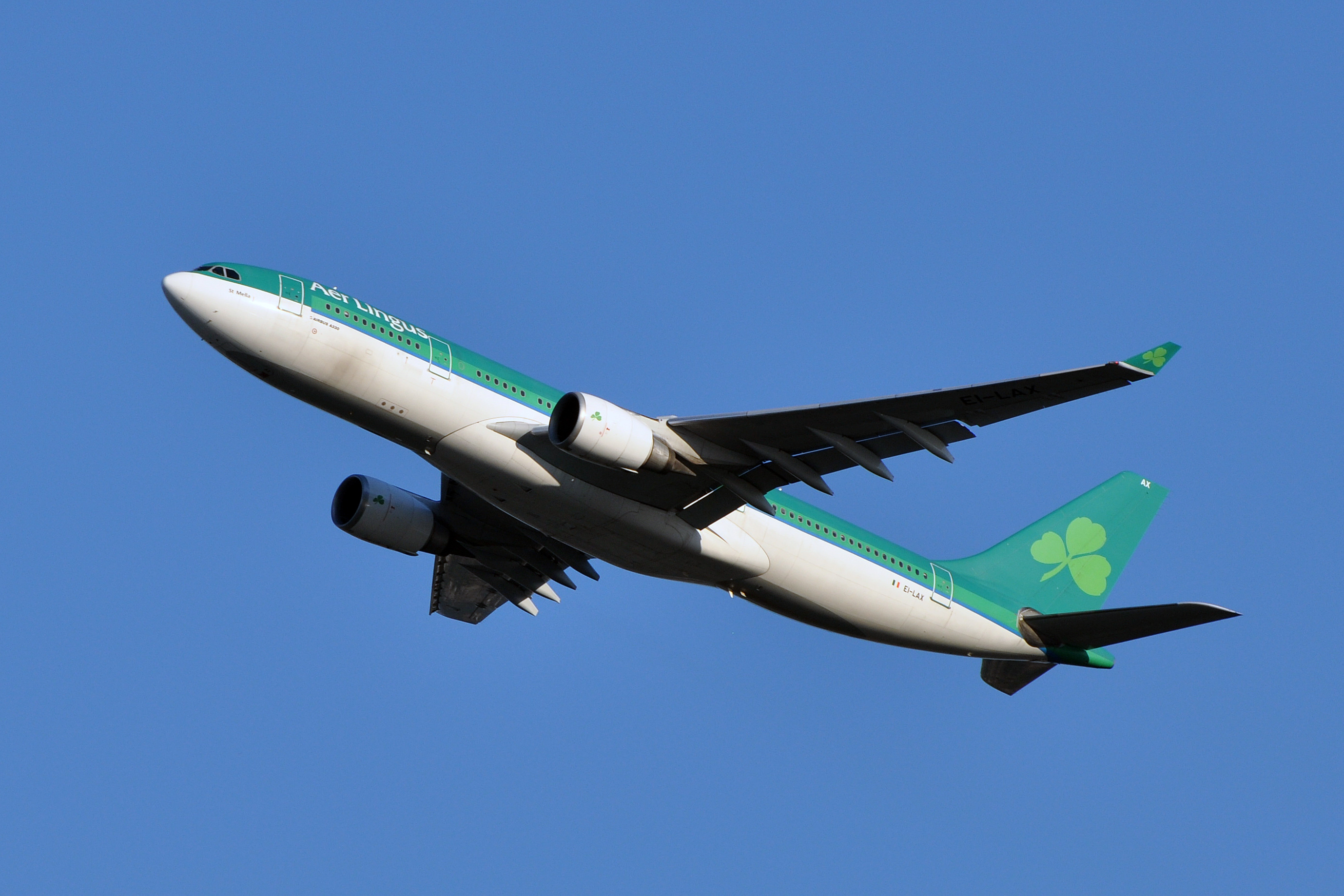
Az Aer Lingus Airbus A330-asa